# Llista de peixos de França

Localització de França a l'Europa Occidental

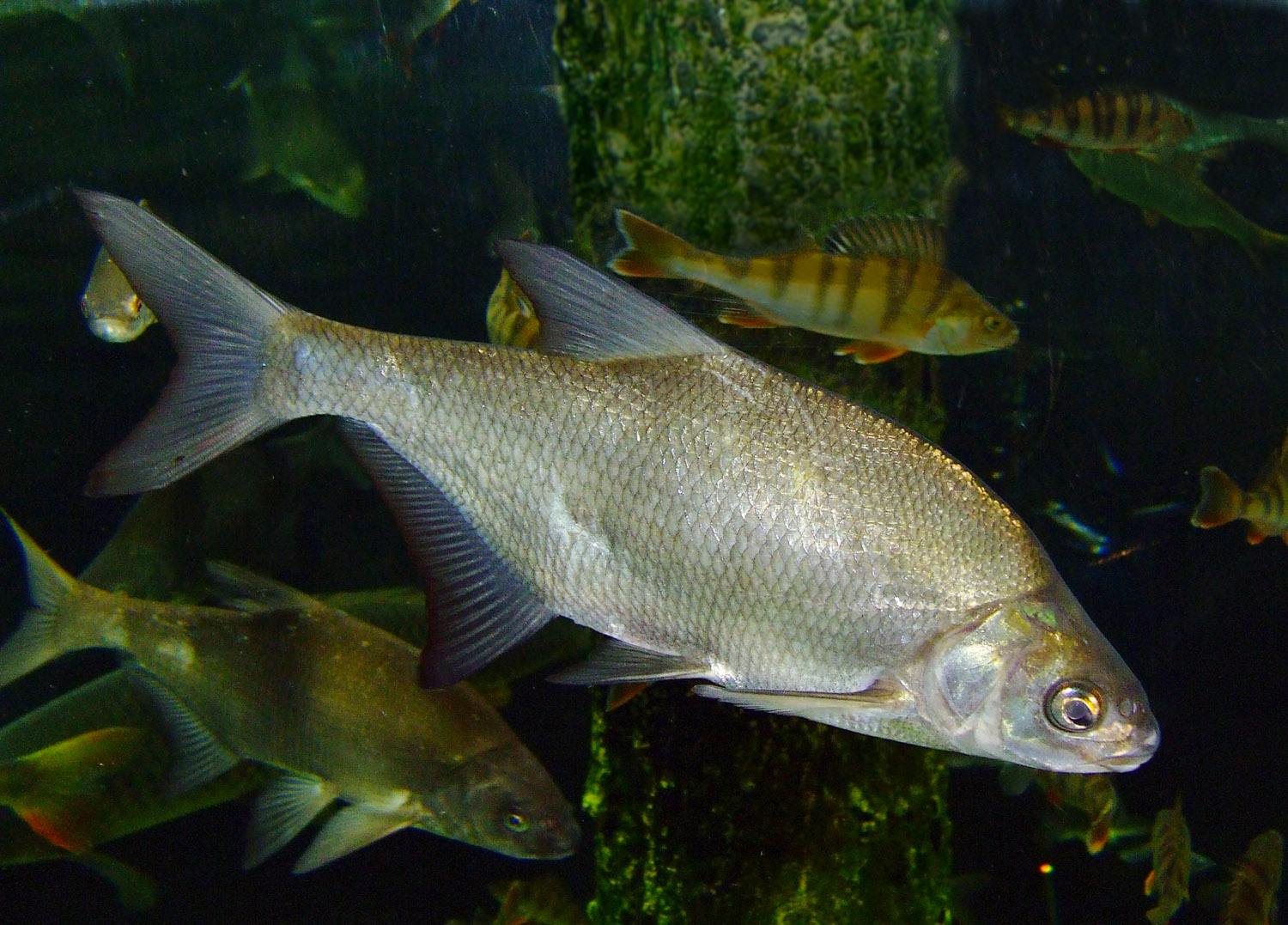
Brema (Abramis brama)

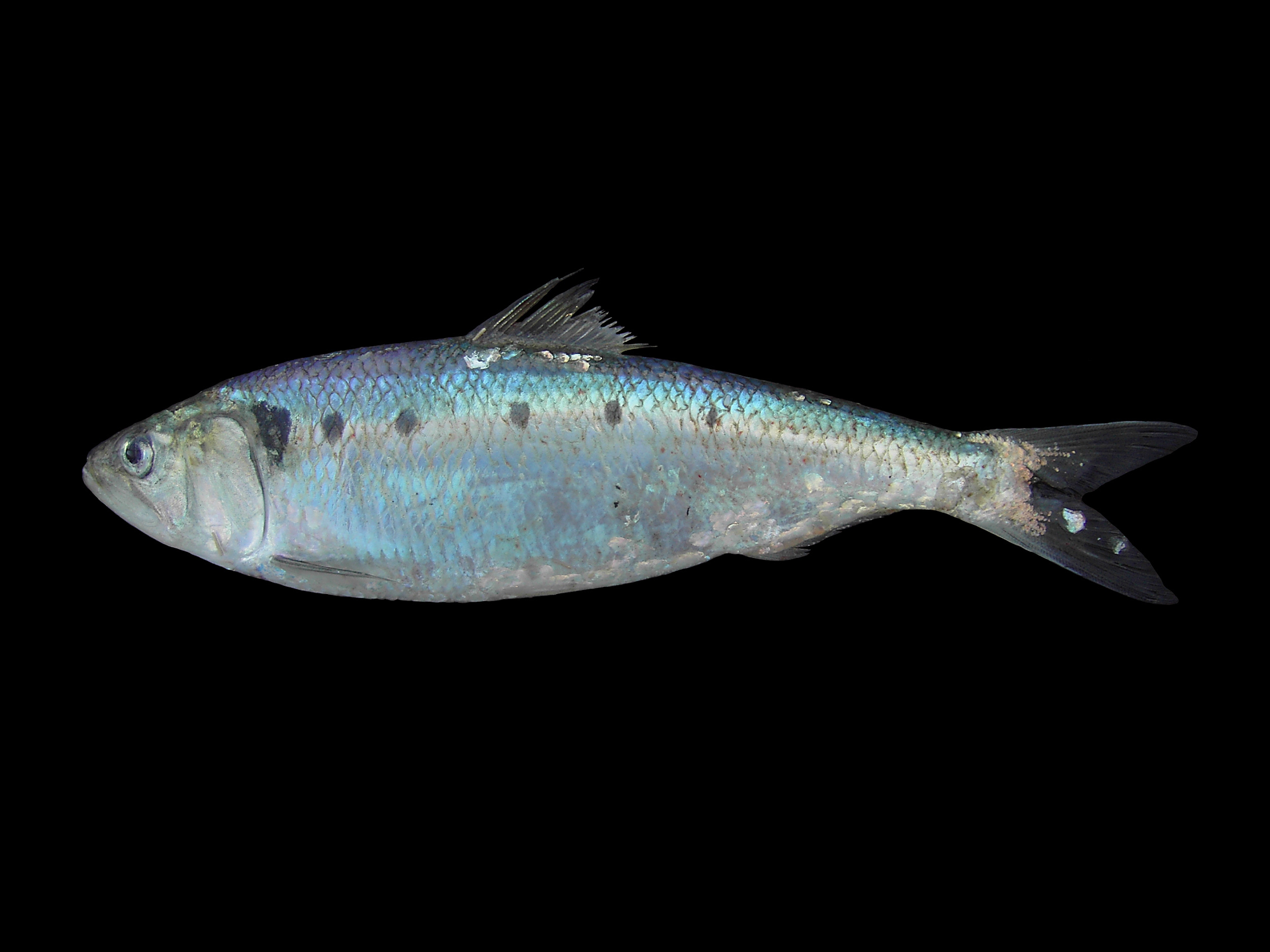
Alosa fallax

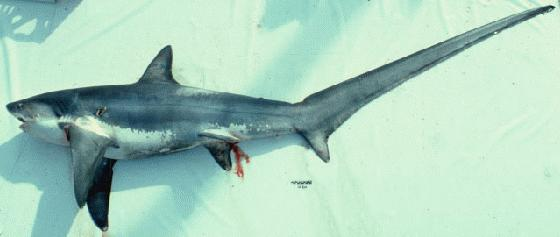
Peix guilla (Alopias vulpinus)

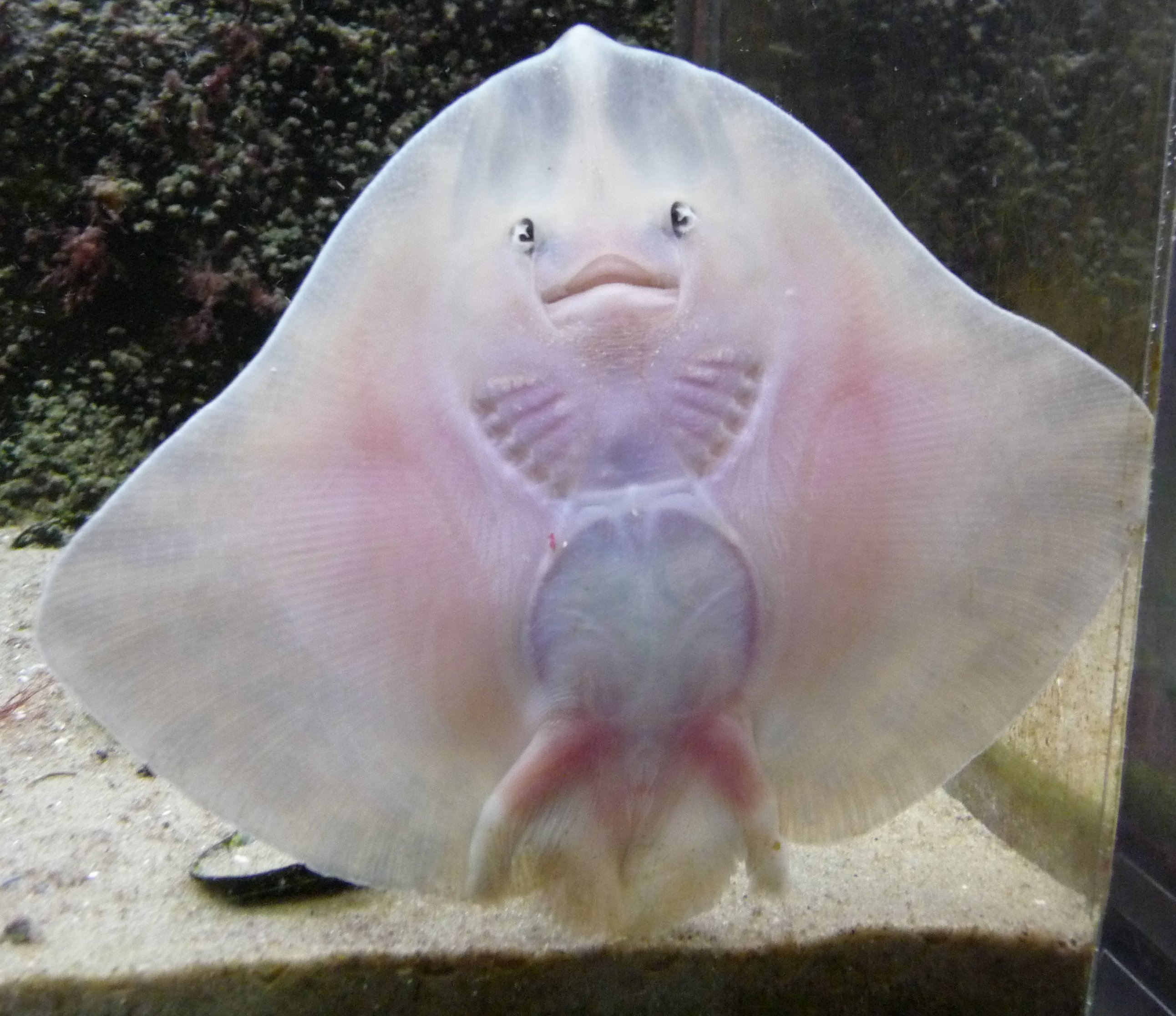
Amblyraja radiata

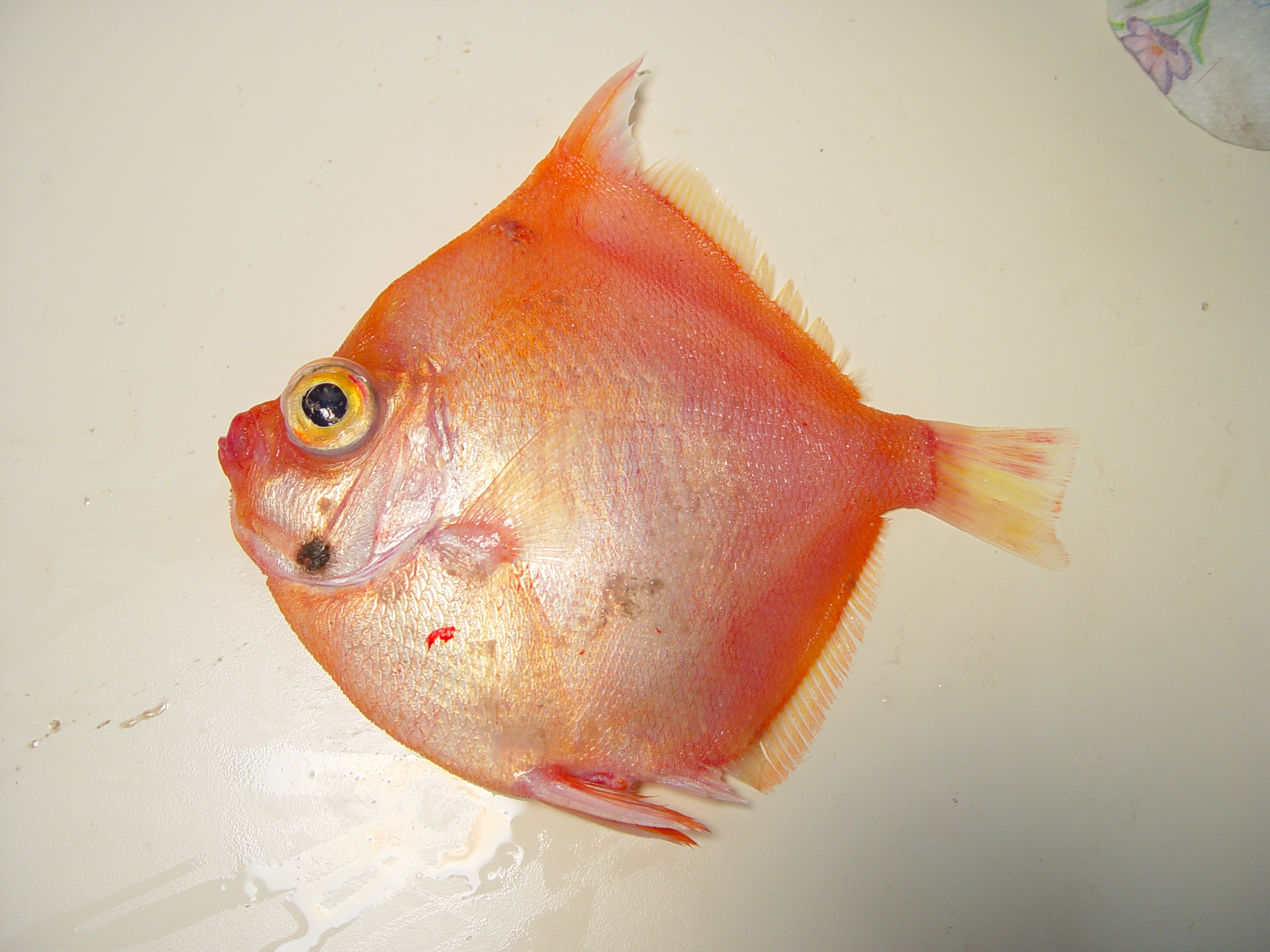
Antigonia capros

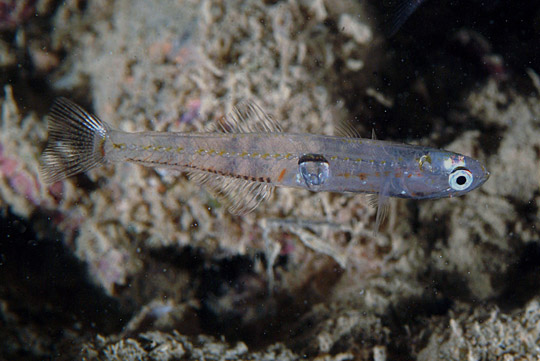
Xanguet (Aphia minuta)

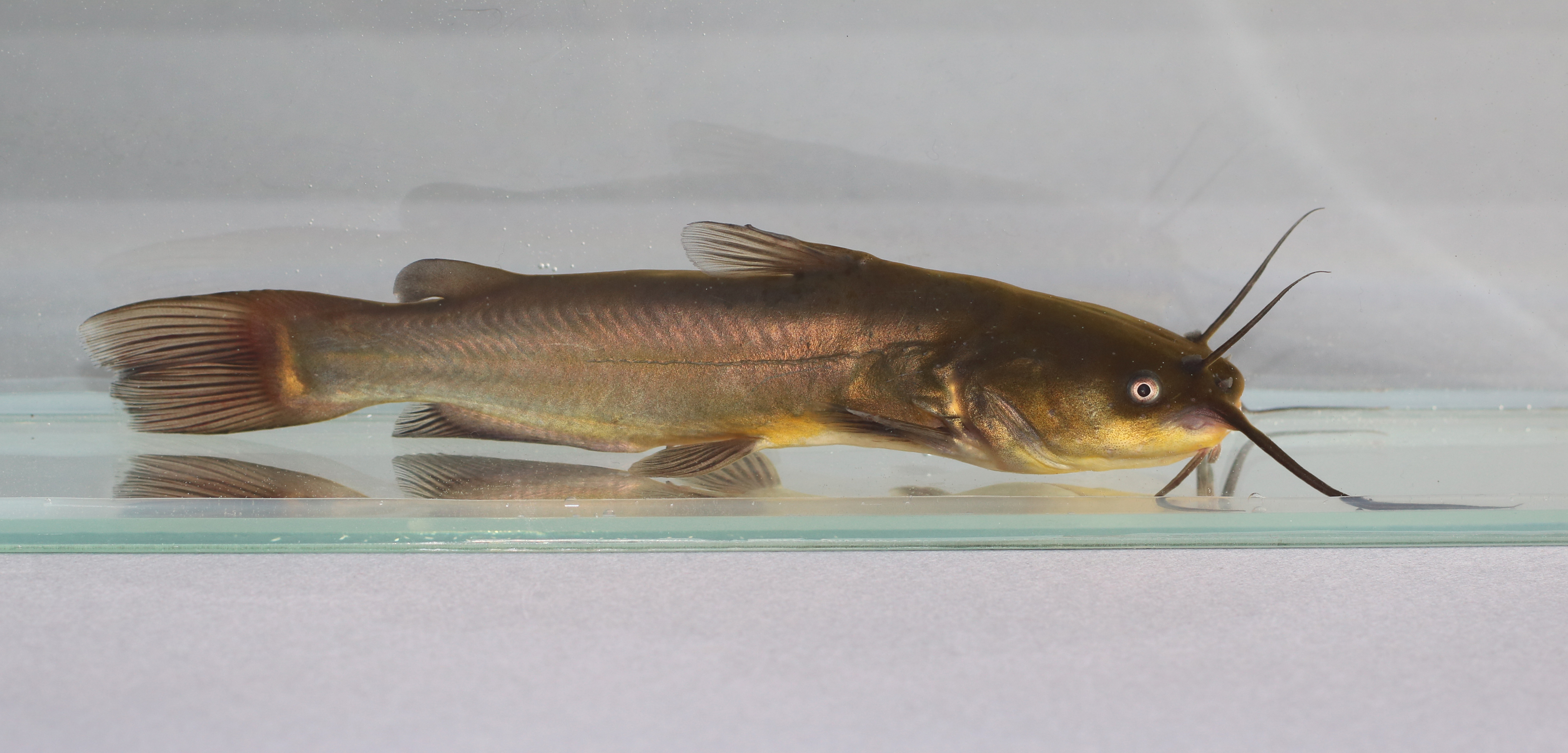
Ameiurus melas

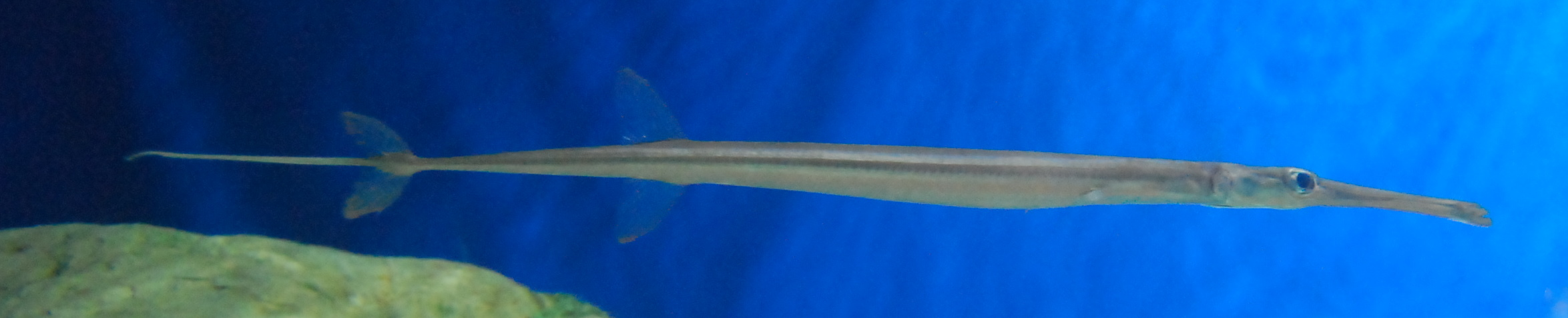
Fistularia commersonii

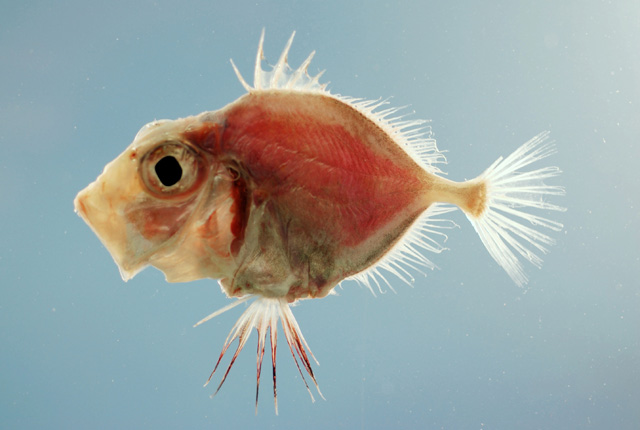
Cyttopsis rosea

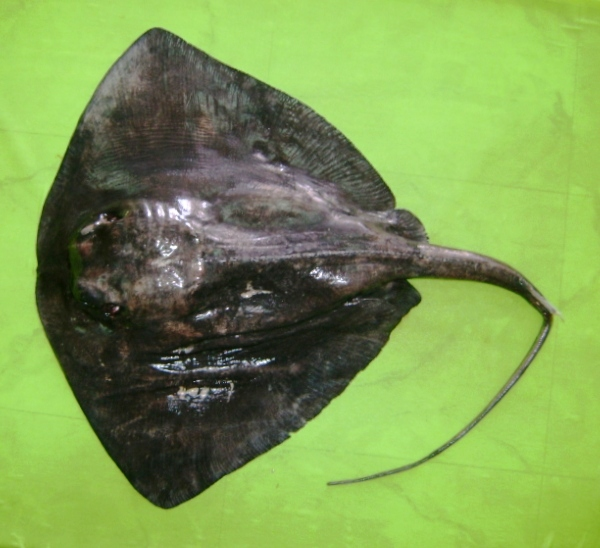
Escurçana violeta (Pteroplatytrygon violacea)

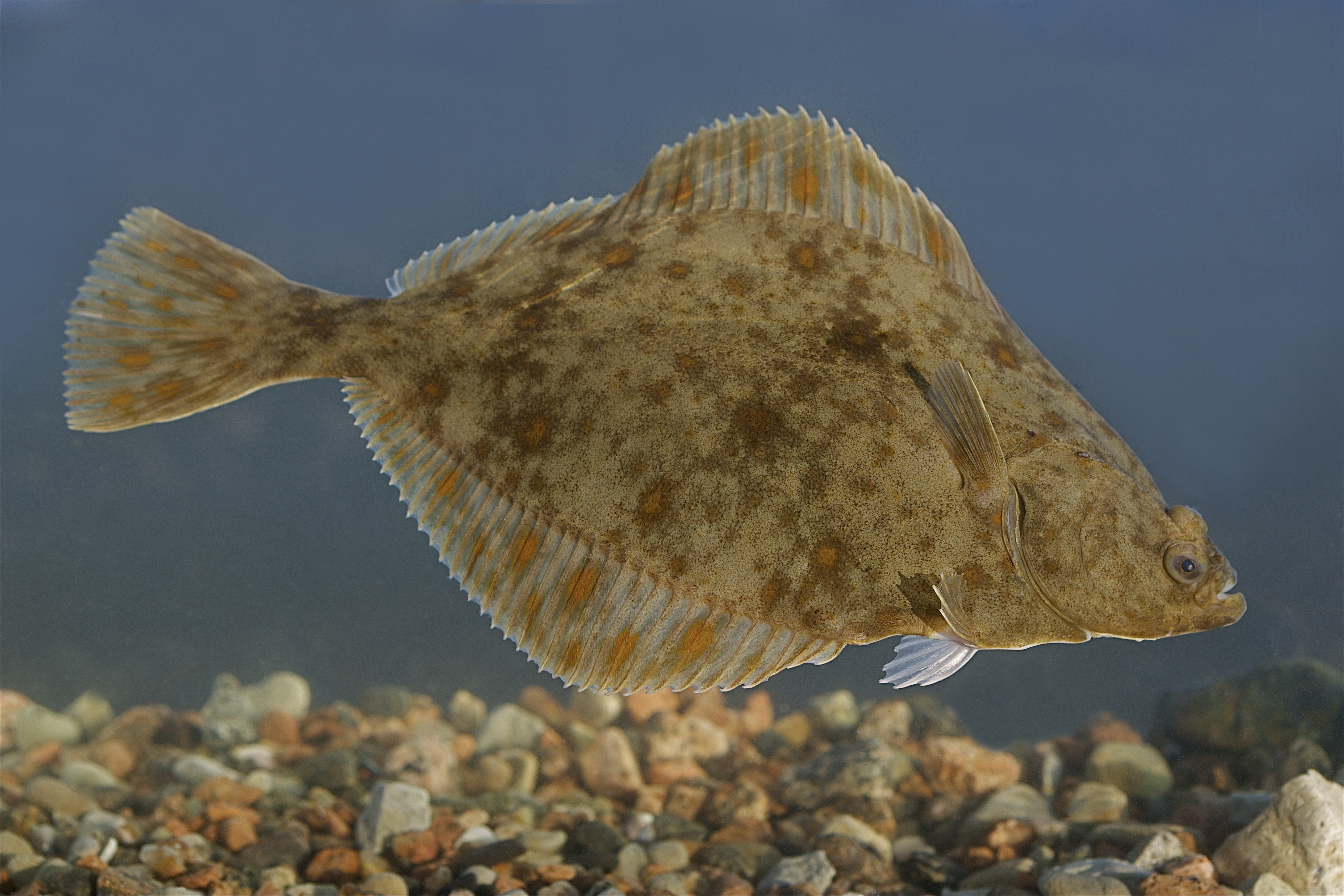
Rèmol de riu (Platichthys flesus)

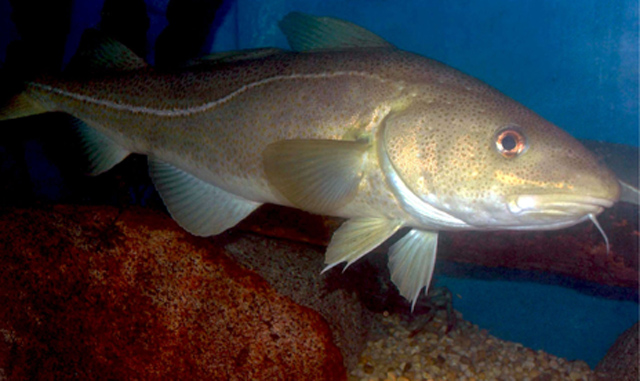
Bacallà de l'Atlàntic (Gadus morhua)

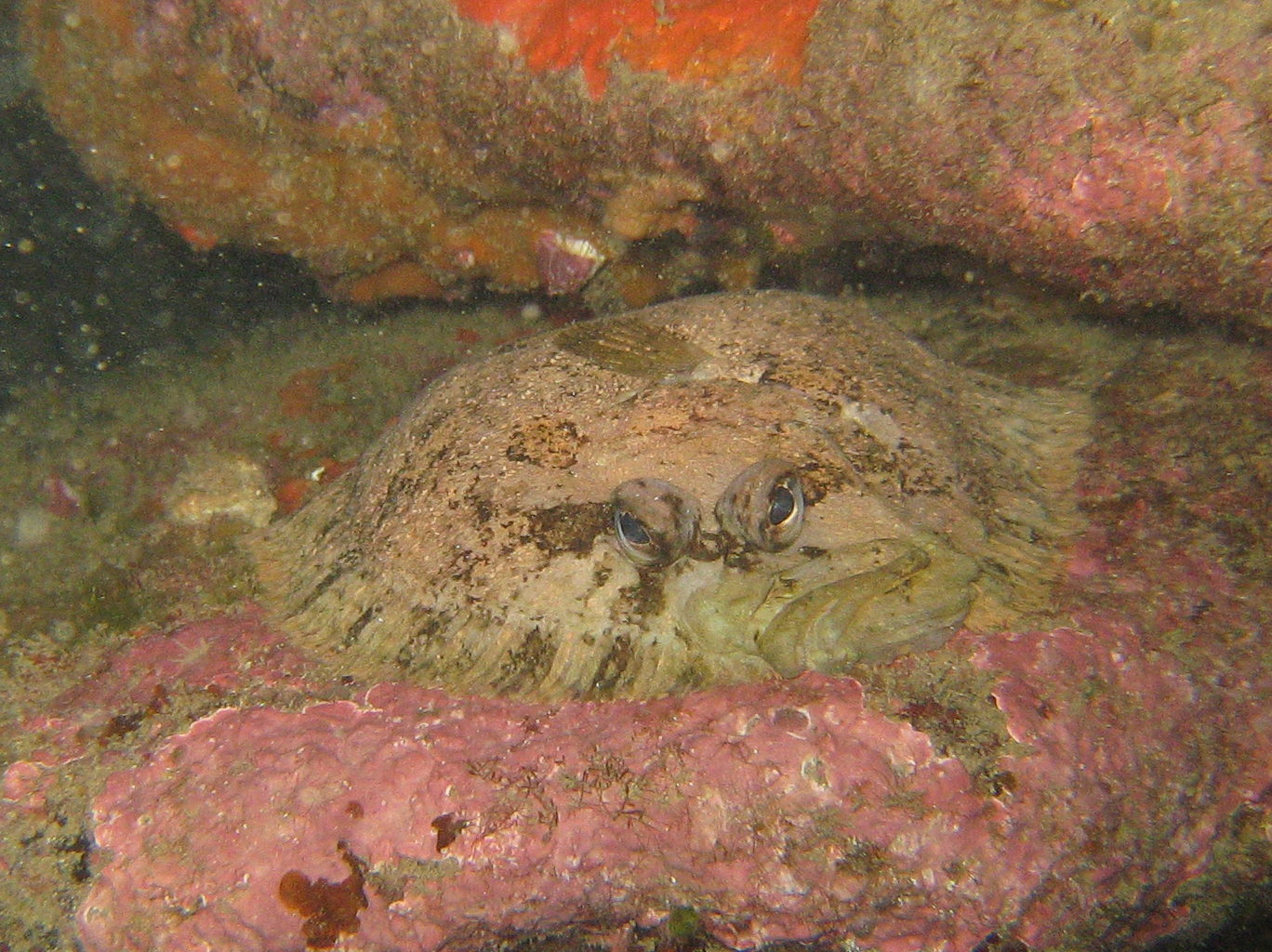
Rèmol de roca (Zeugopterus punctatus)

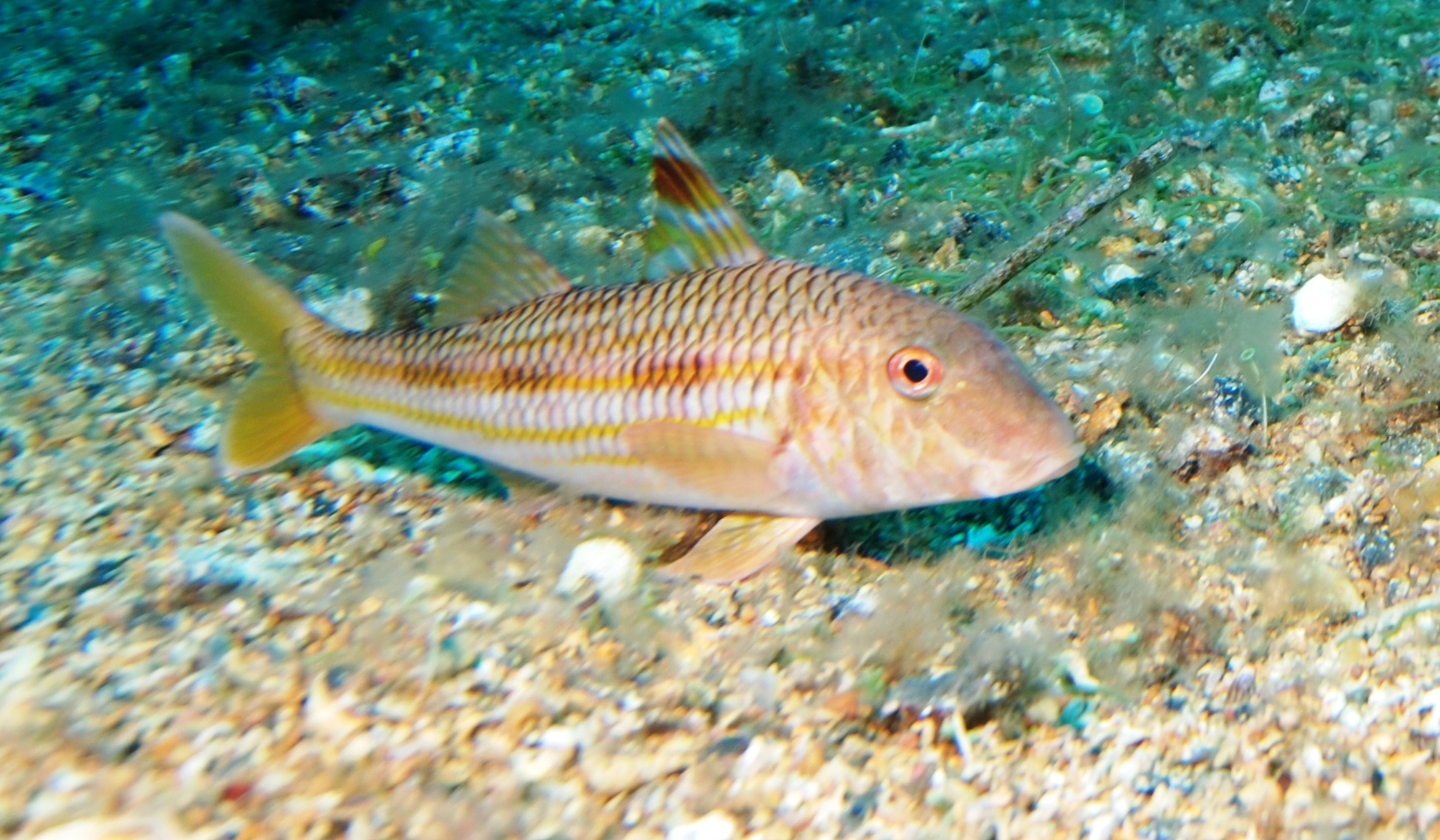
Moll de roca (Mullus surmuletus)

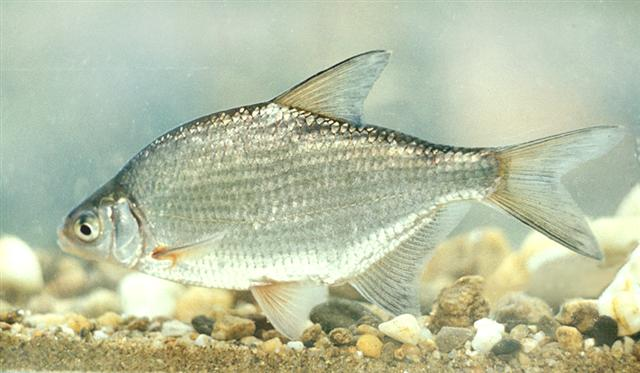
Blicca bjoerkna

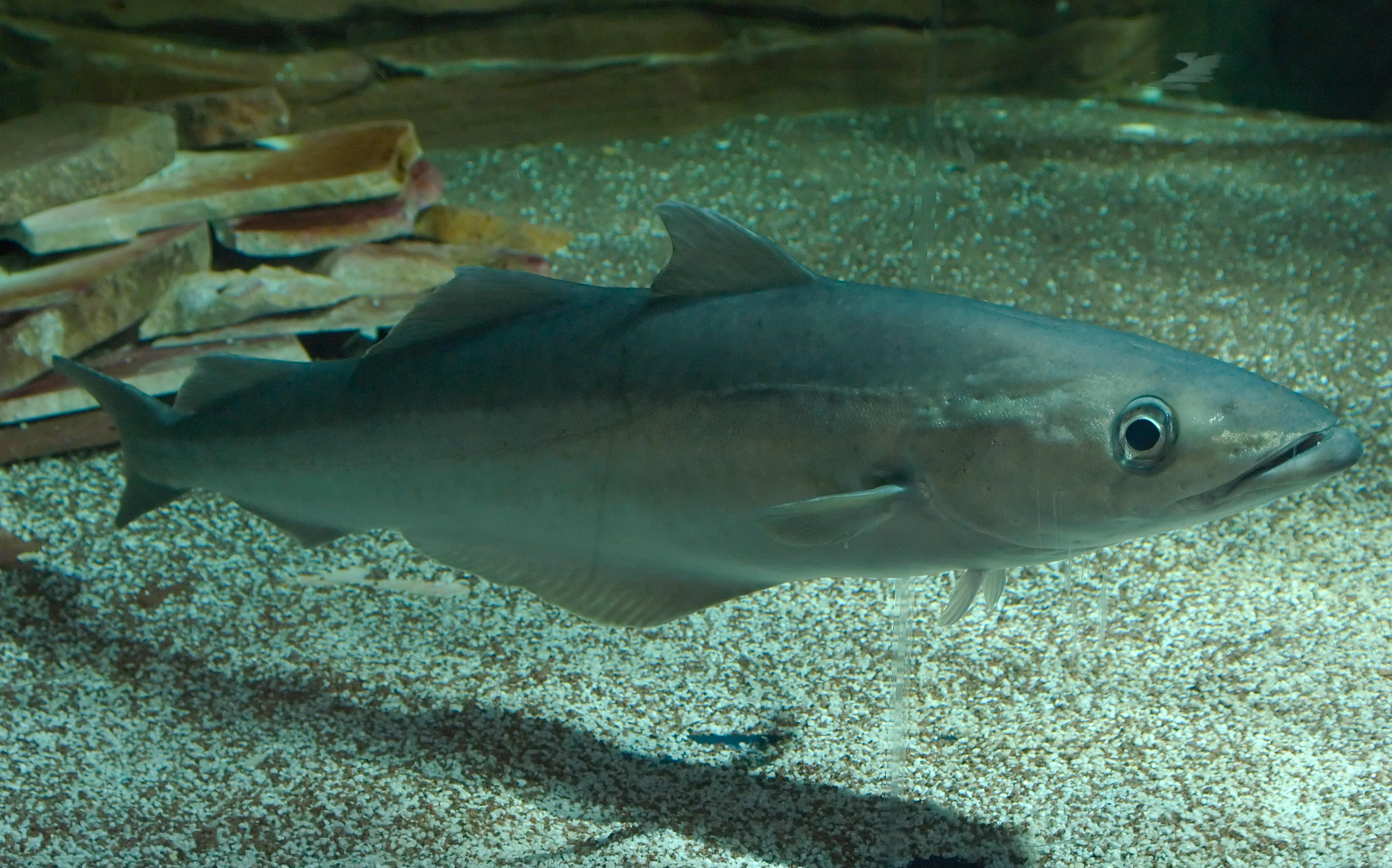
Abadejo (Pollachius pollachius)

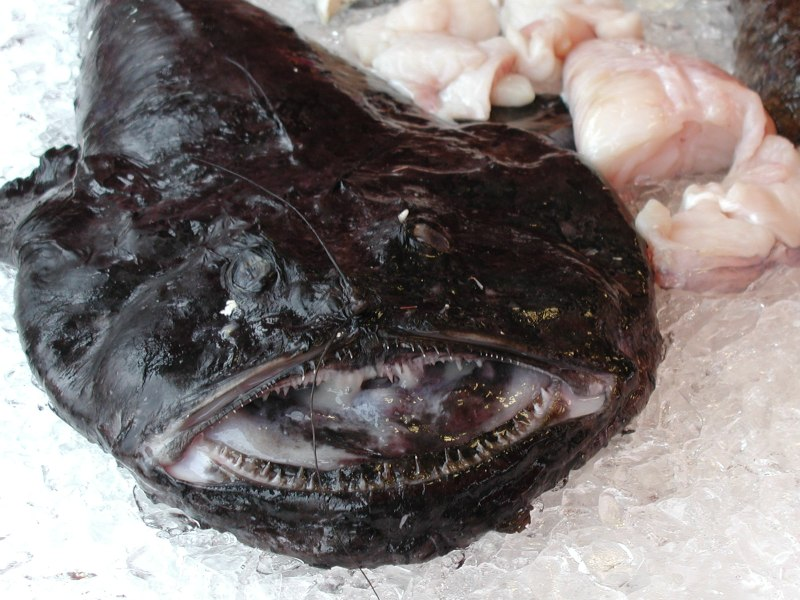
Rap (Lophius piscatorius)

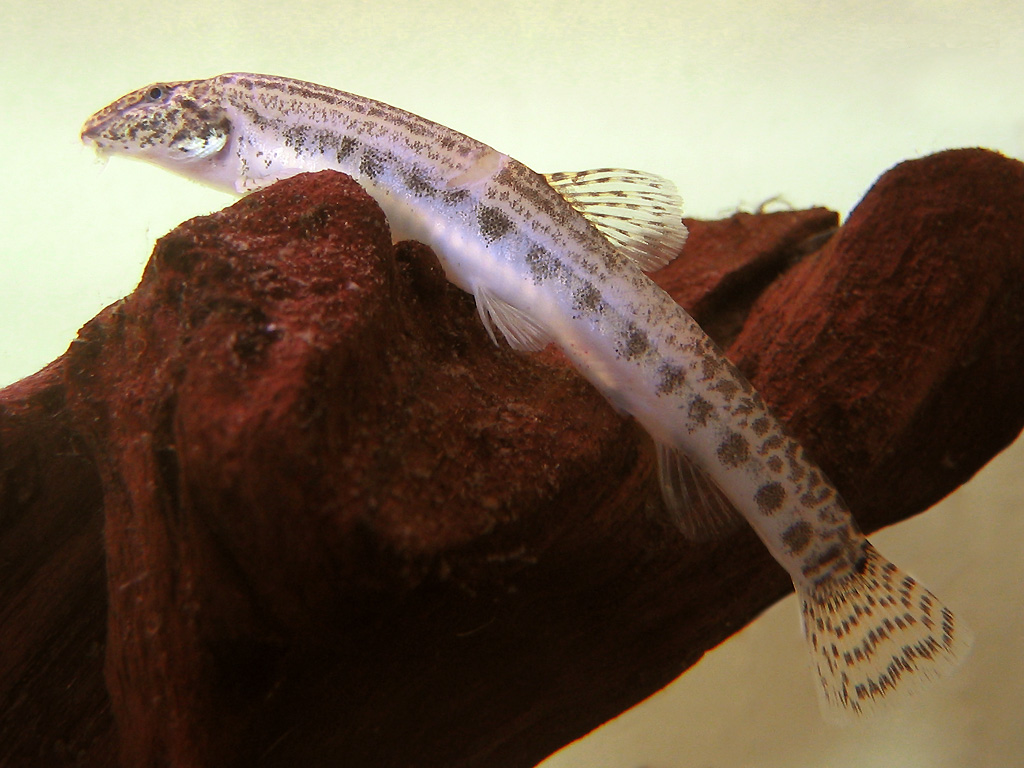
Gatet (Cobitis taenia)

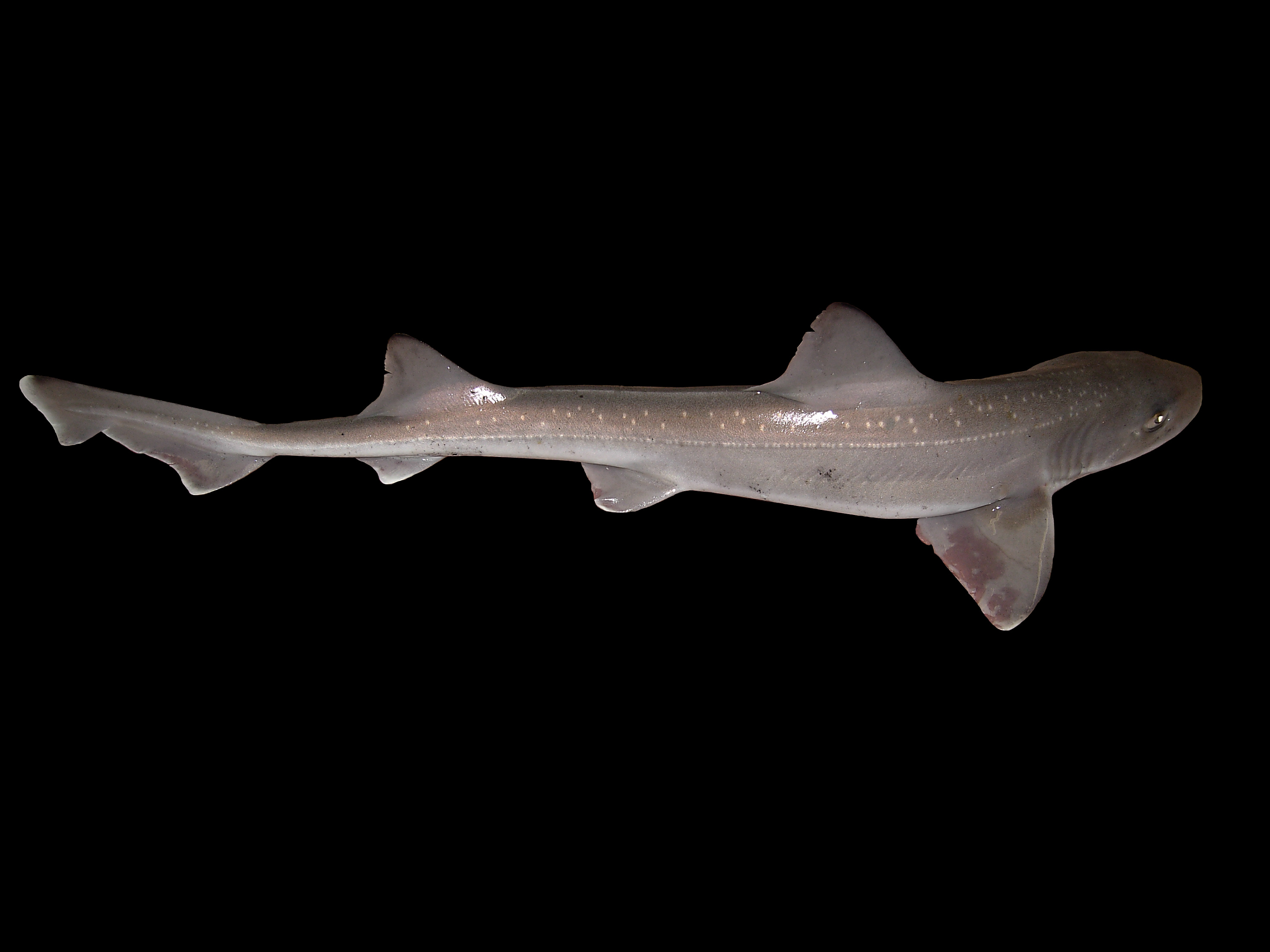
Mussola gravatja (Mustelus asterias)

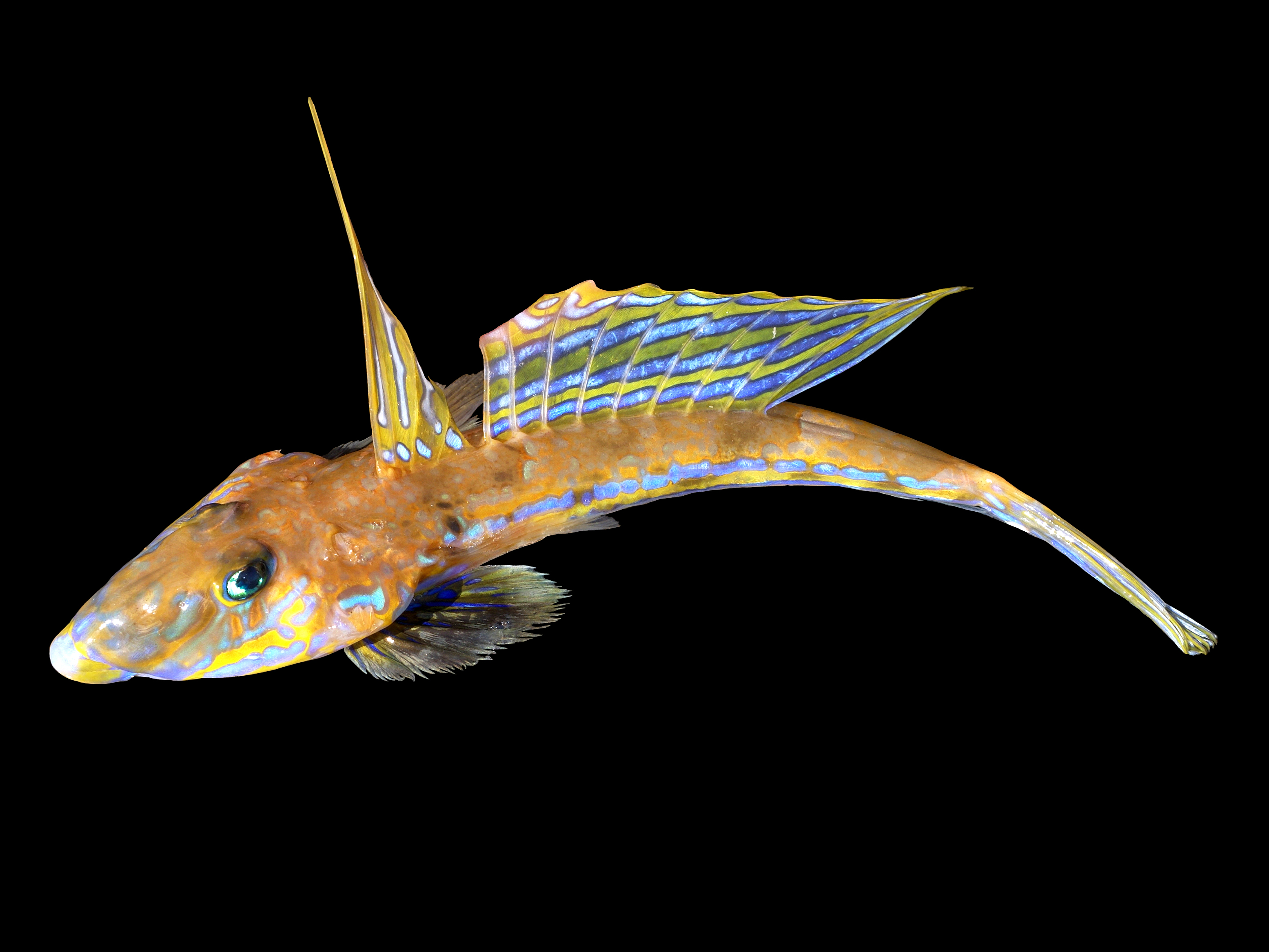
Dragó lira (Callionymus lyra)

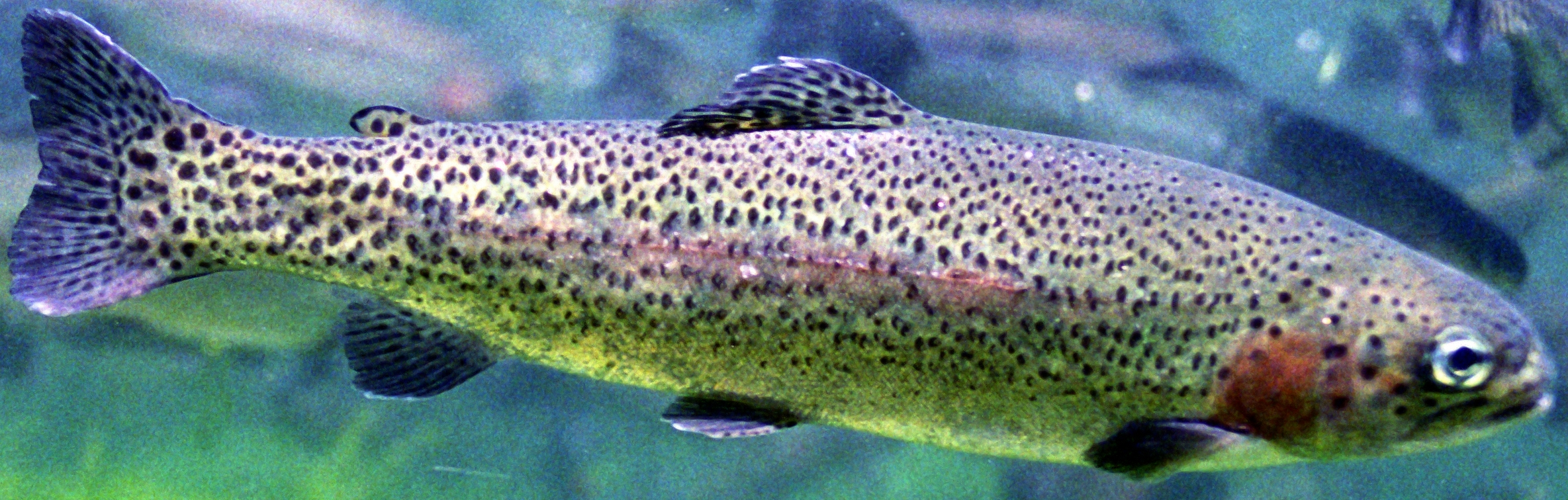
Truita arc de Sant Martí (Oncorhynchus mykiss)

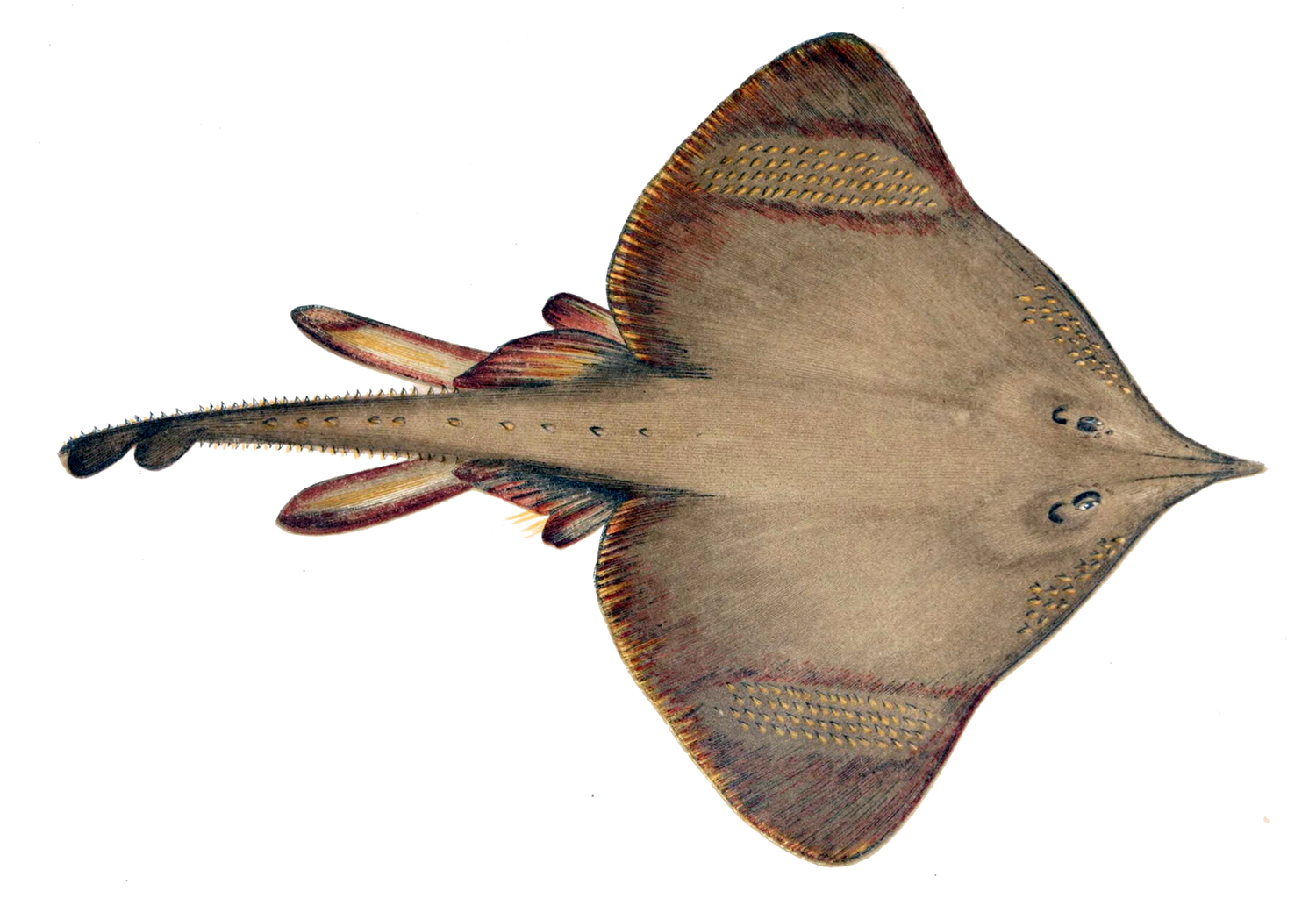
Caputxó (Dipturus oxyrinchus)

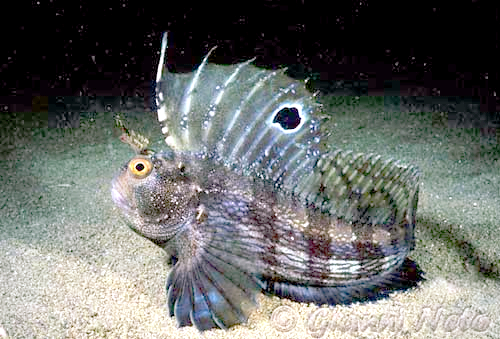
Ase mossegaire (Blennius ocellaris)

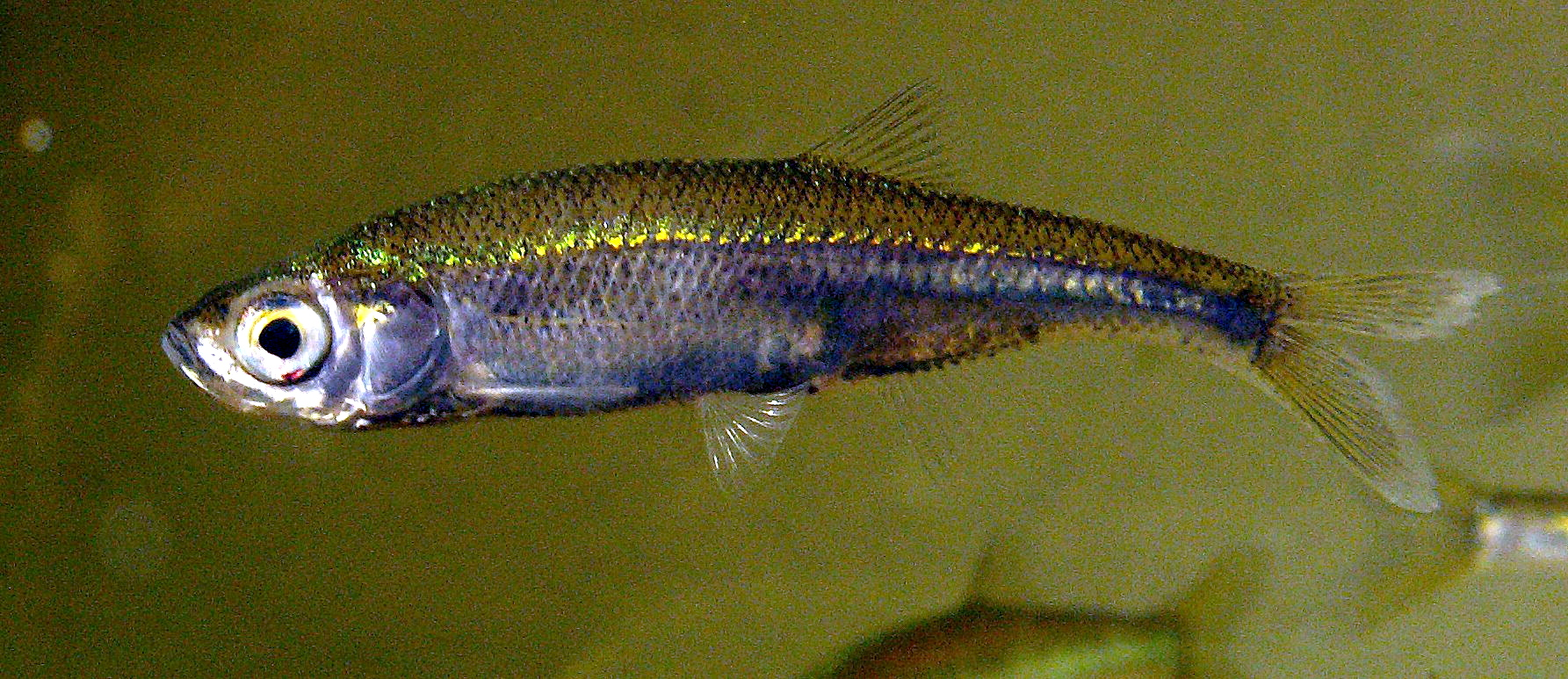
Leucaspius delineatus

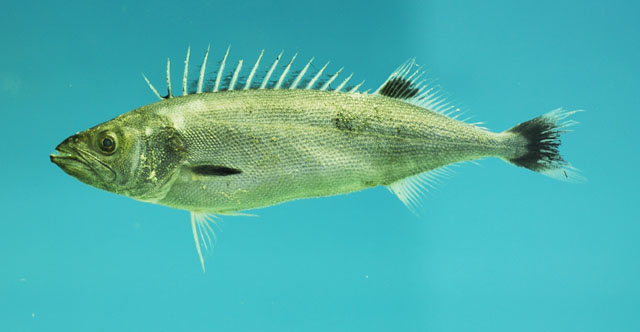
Ruvet (Ruvettus pretiosus)

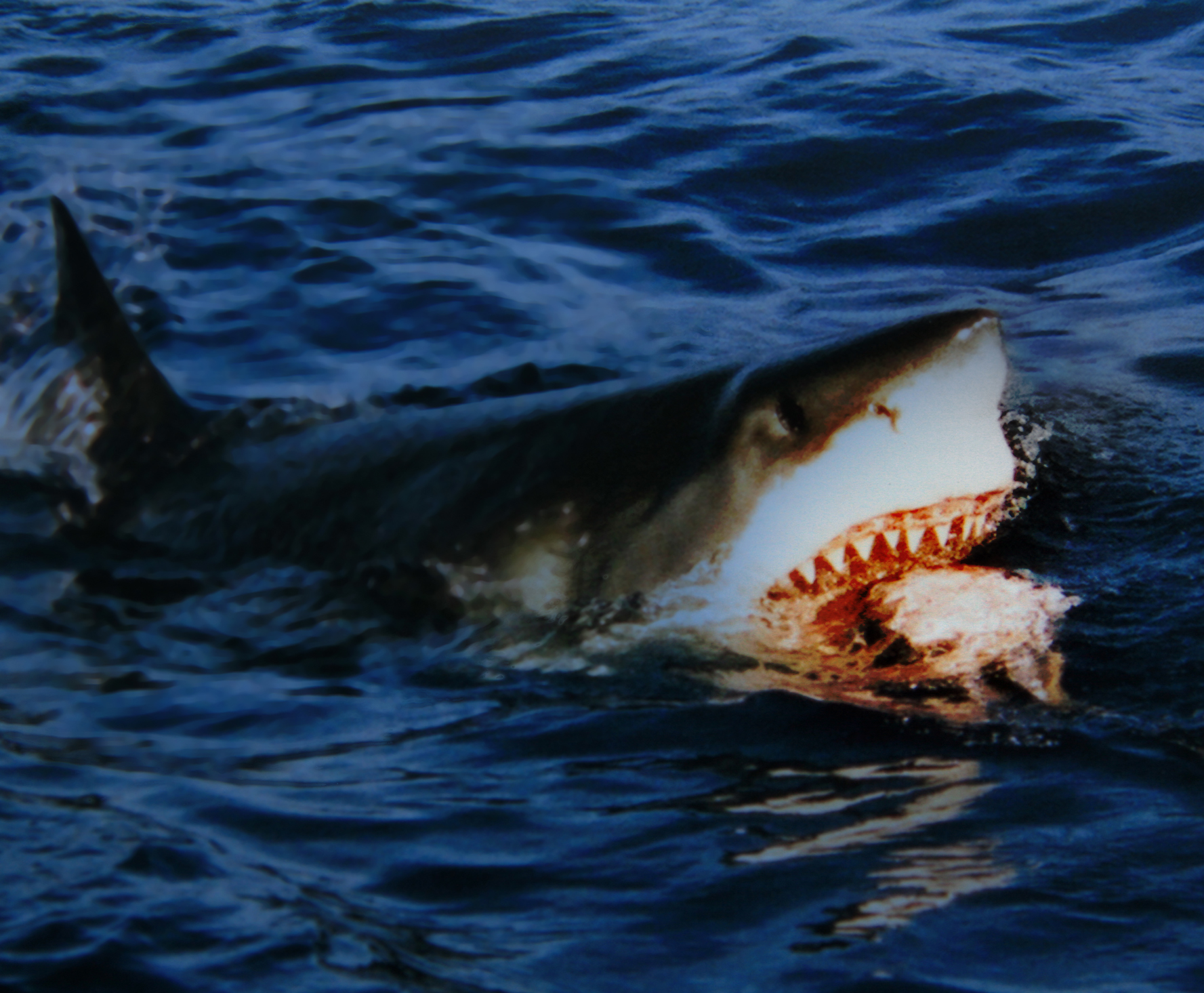
Tauró blanc (Carcharodon carcharias)

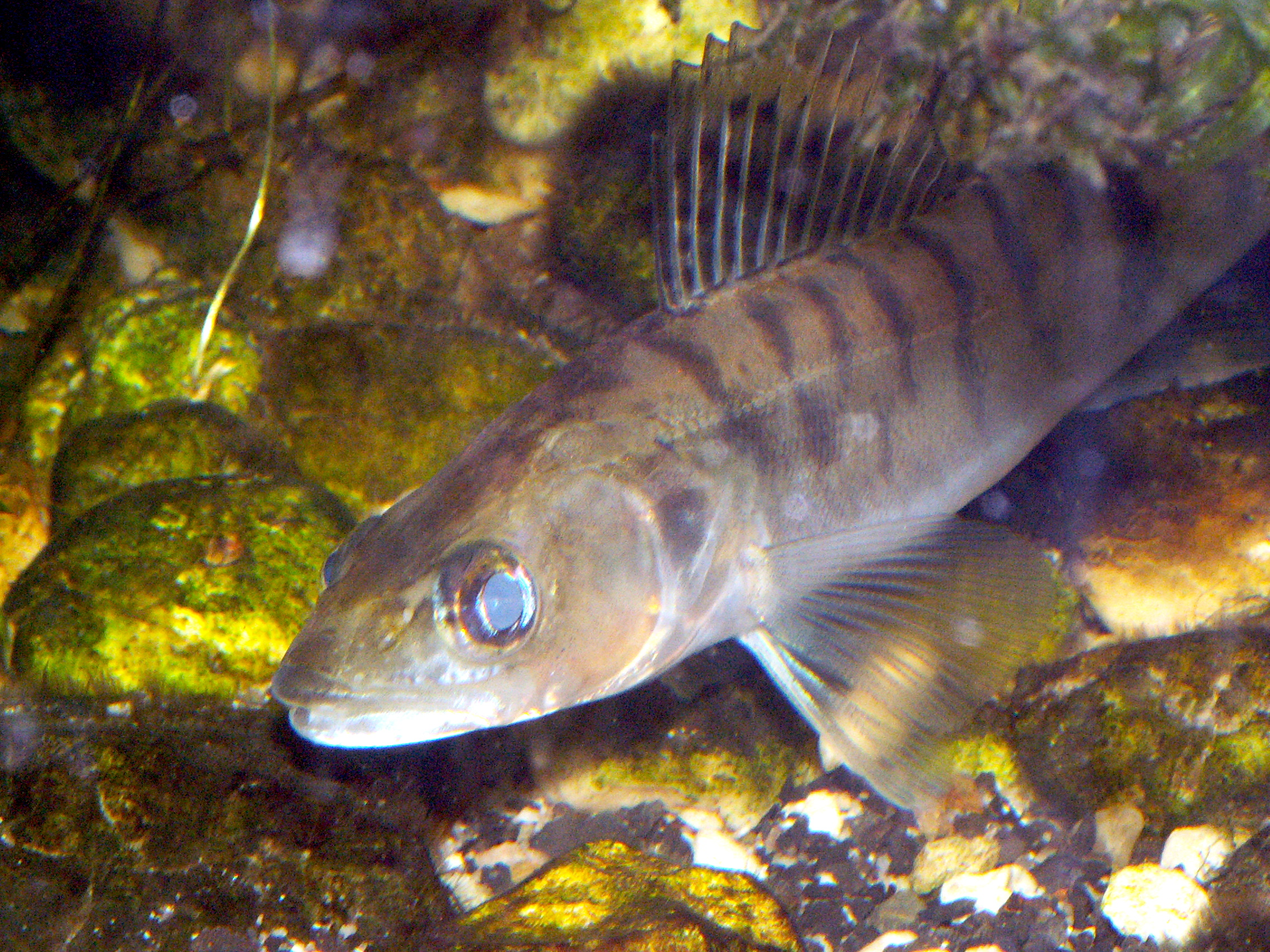
Lucioperca (Sander lucioperca)

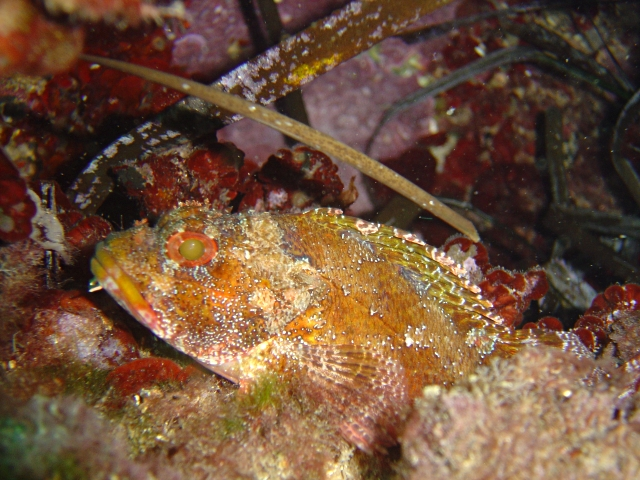
Scorpaena elongata

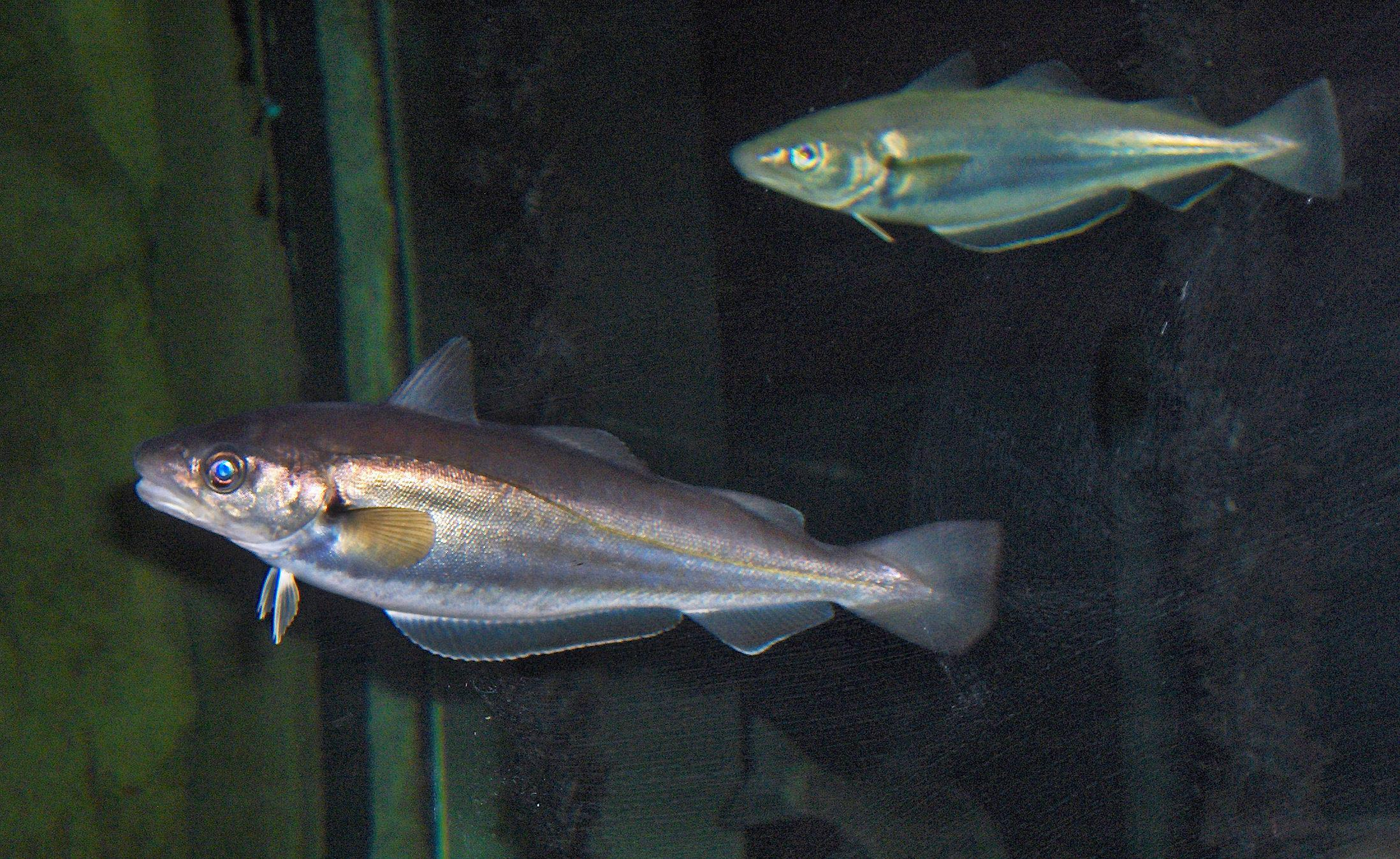
Merlà (Merlangius merlangus)

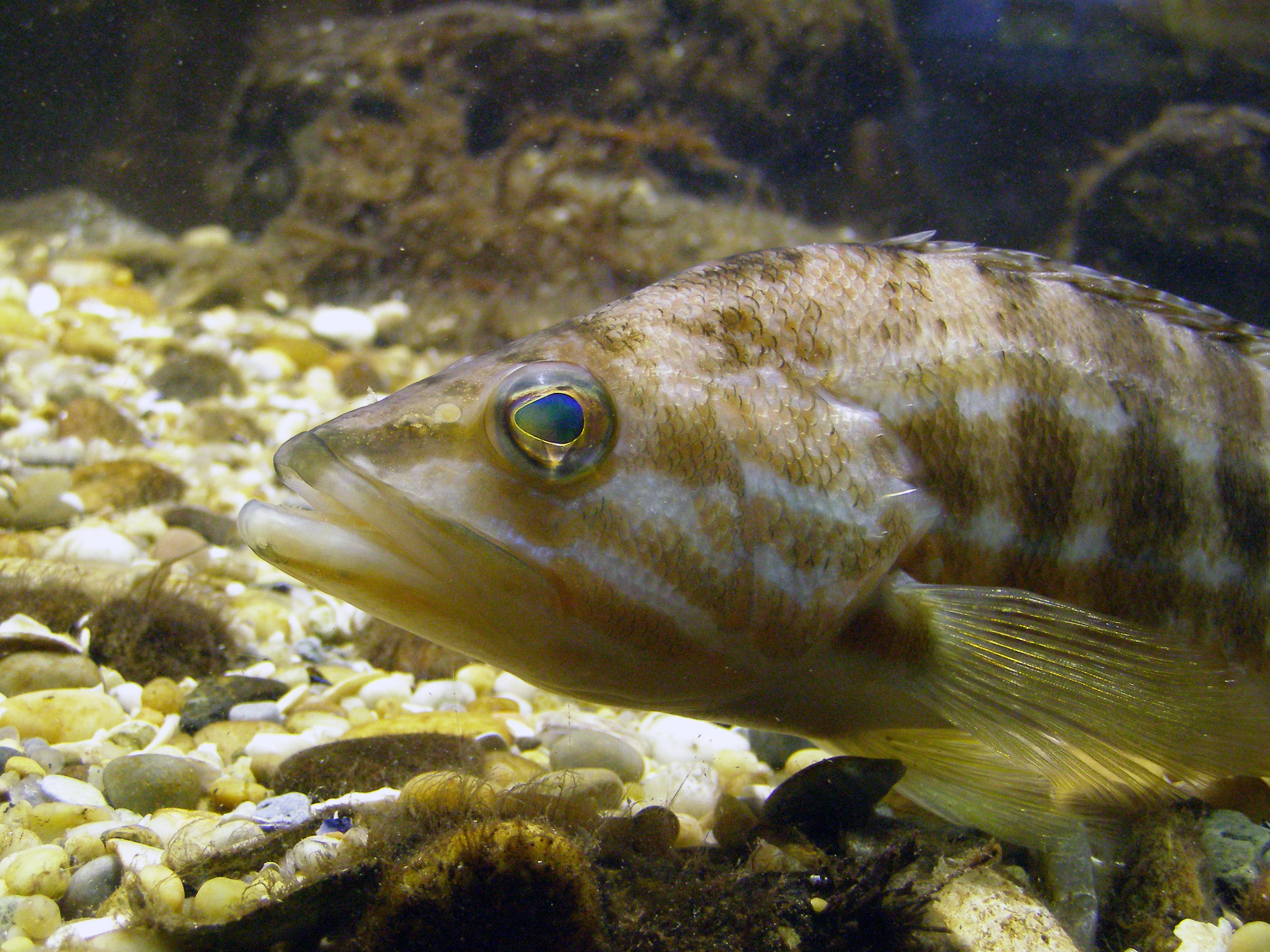
Serranet (Serranus cabrilla)

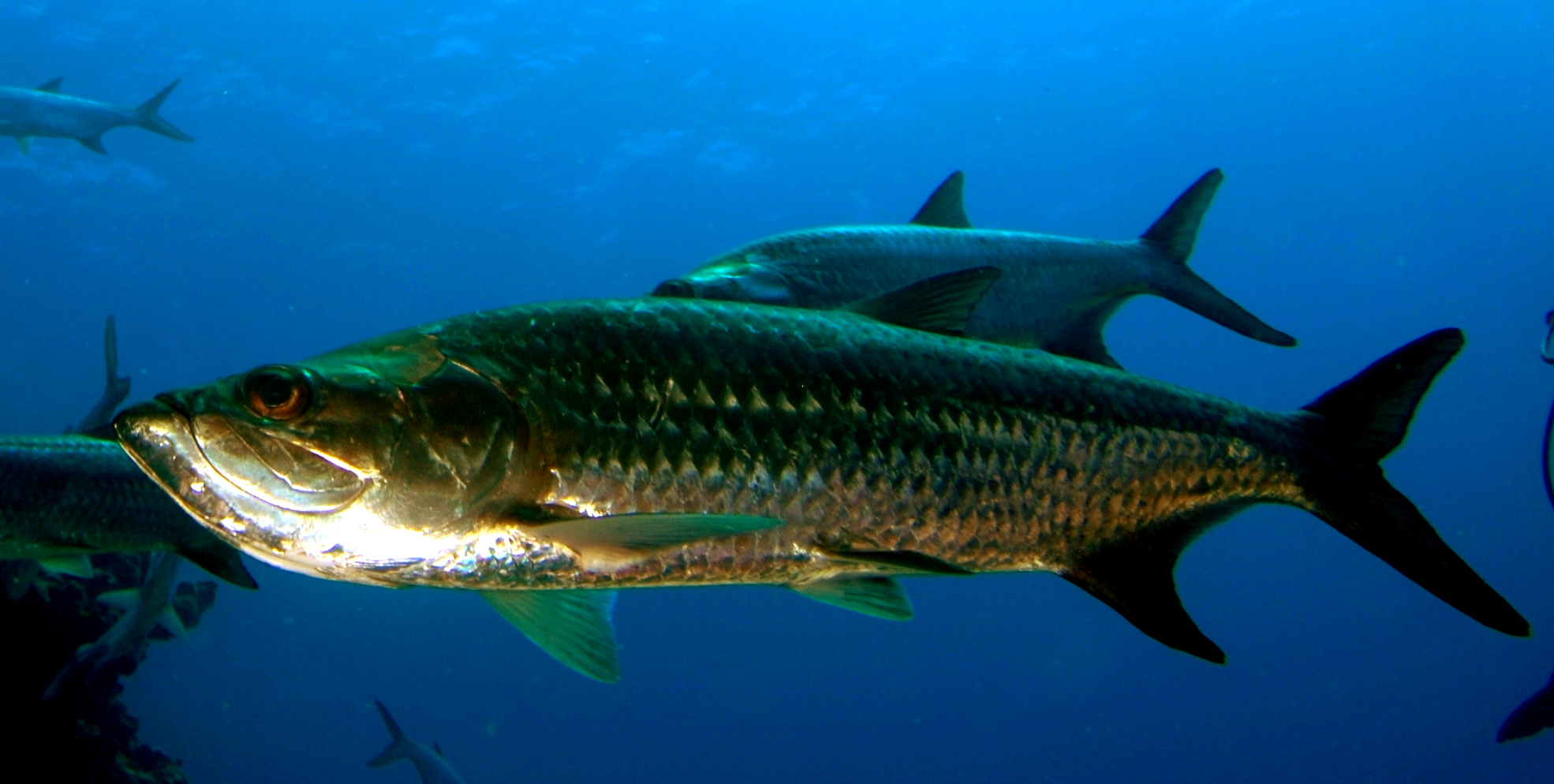
Megalops atlanticus

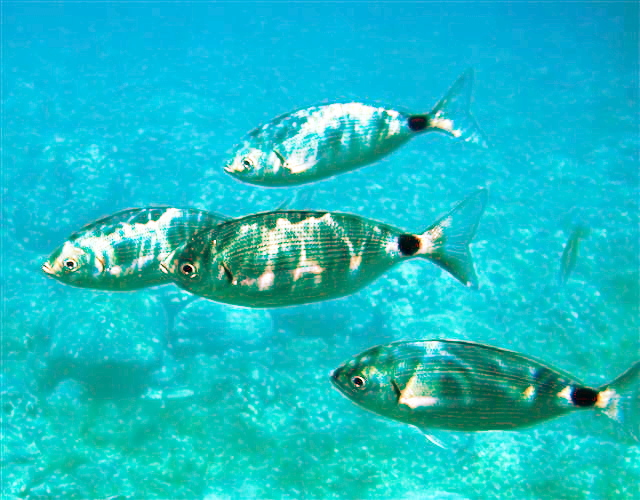
Oblada (Oblada melanura)

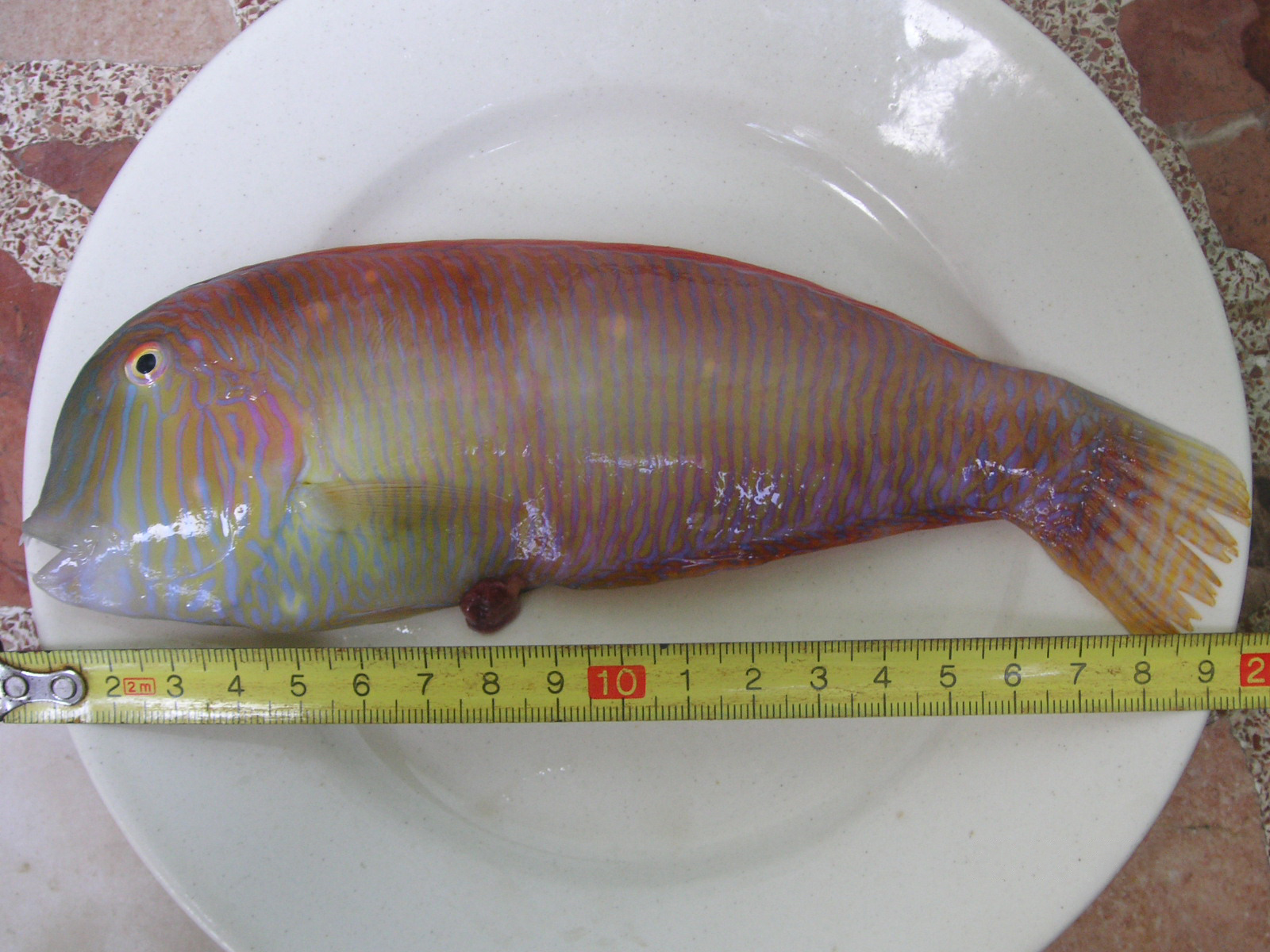
Raor (Xyrichtys novacula)

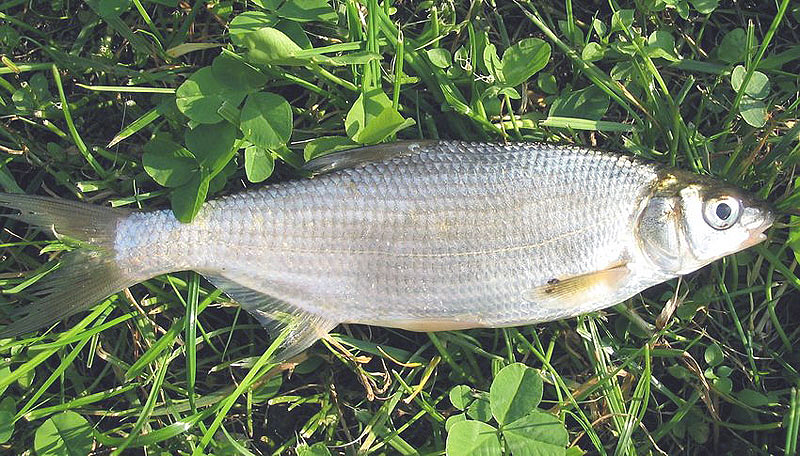
Vimba vimba

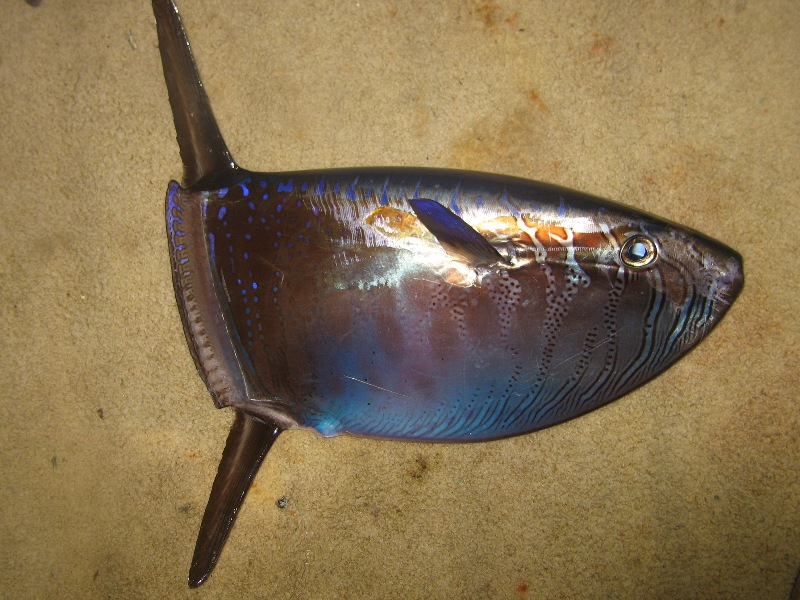
Ranzania laevis

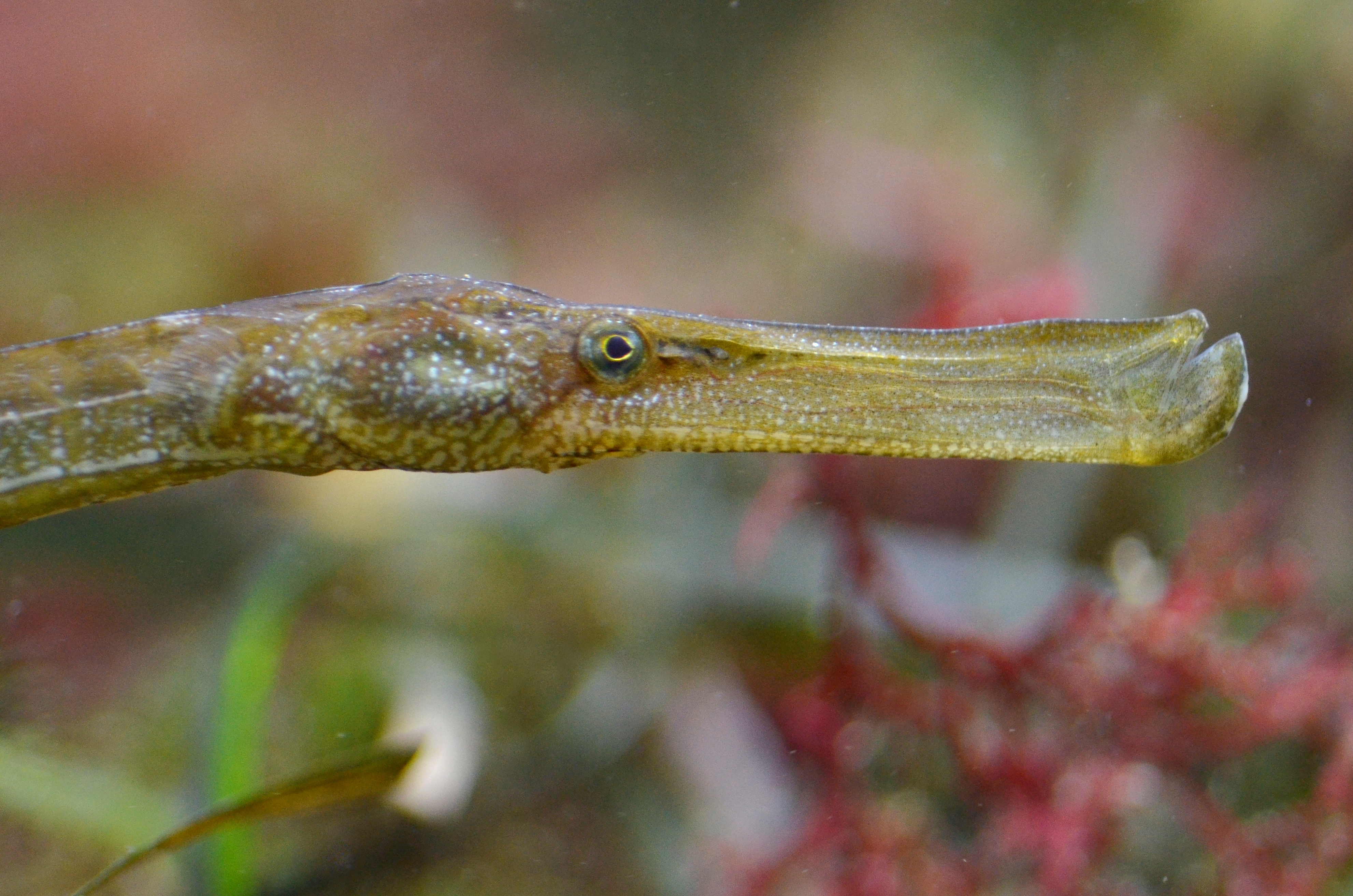
Serpentí (Syngnathus typhle)

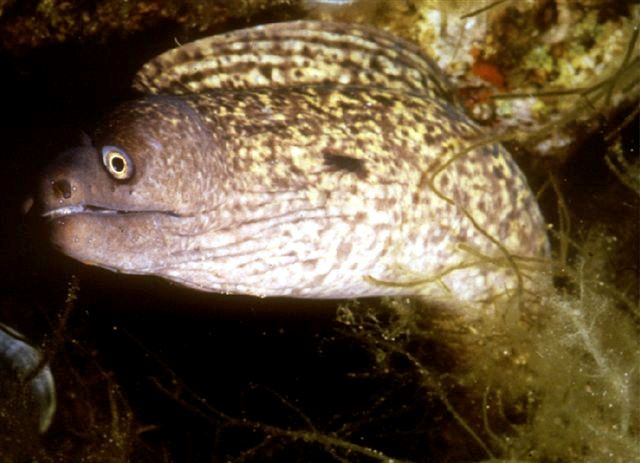
Morena (Muraena helena)

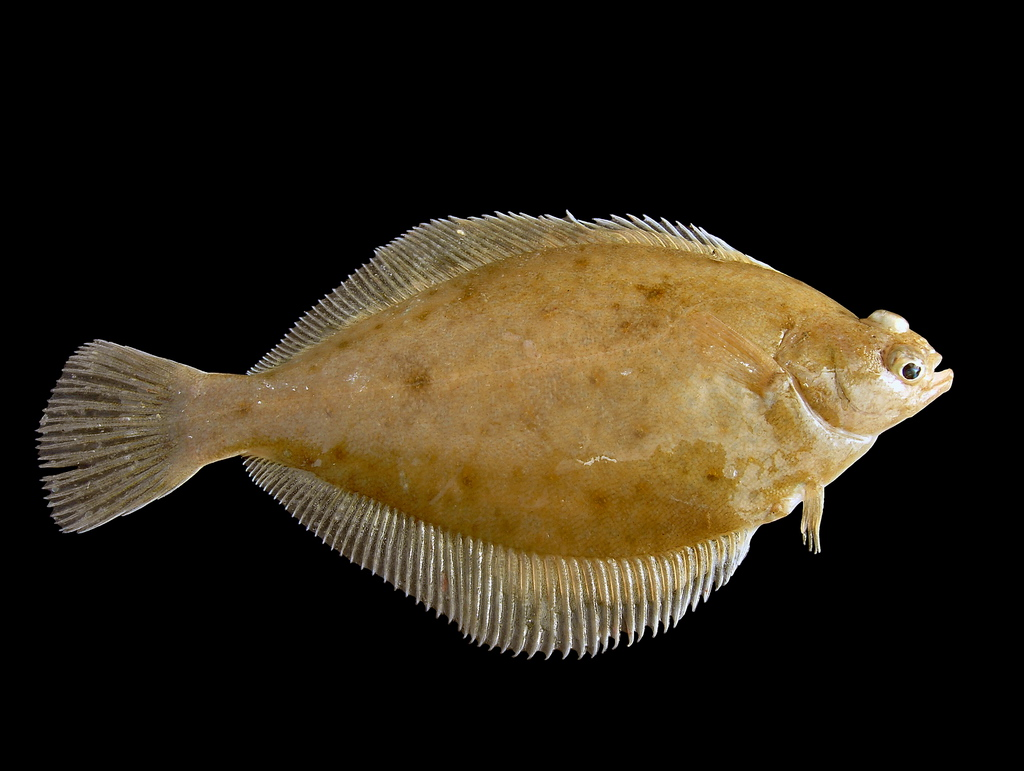
Limanda (Limanda limanda)

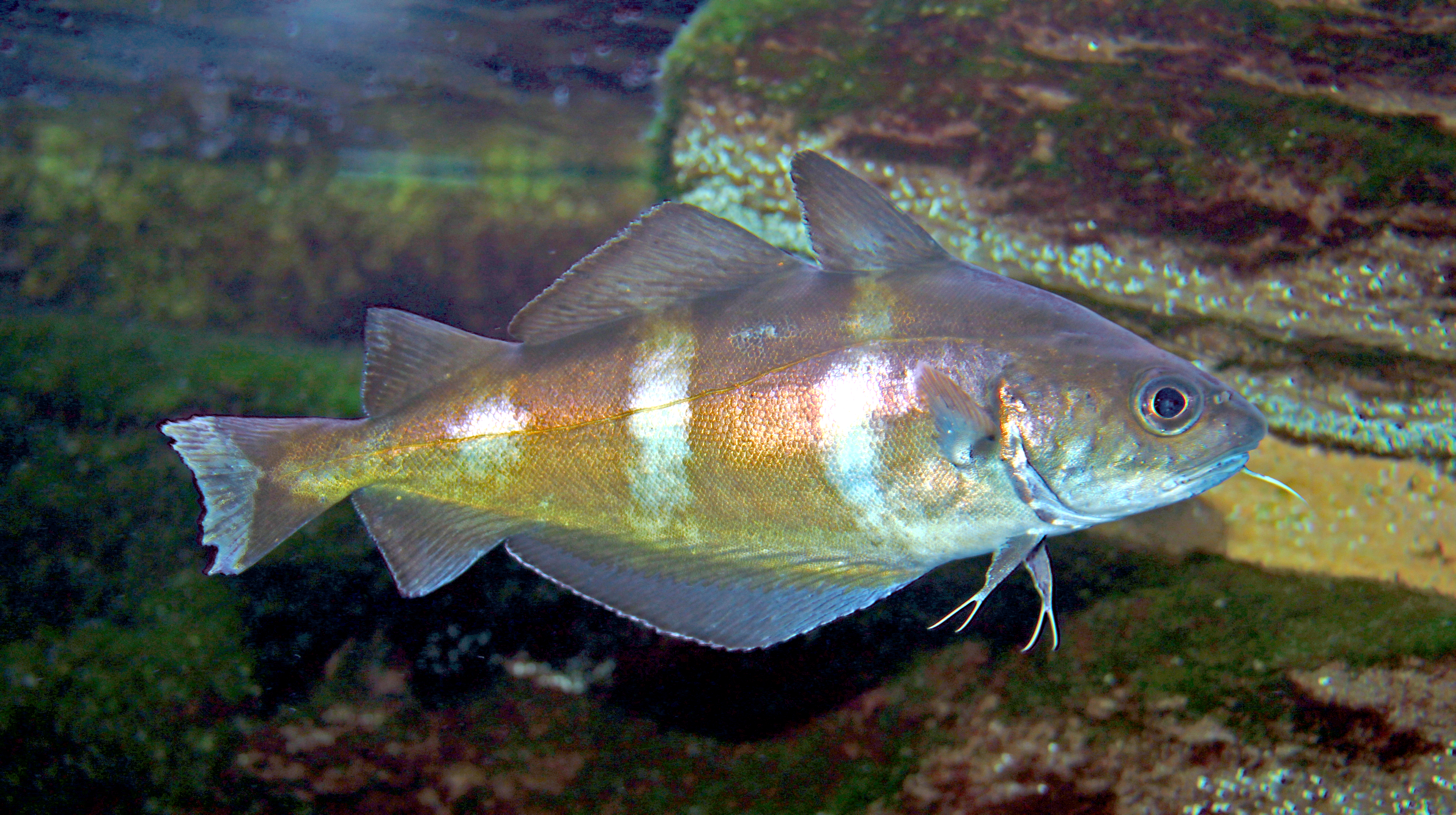
Mòllera fosca (Trisopterus luscus)

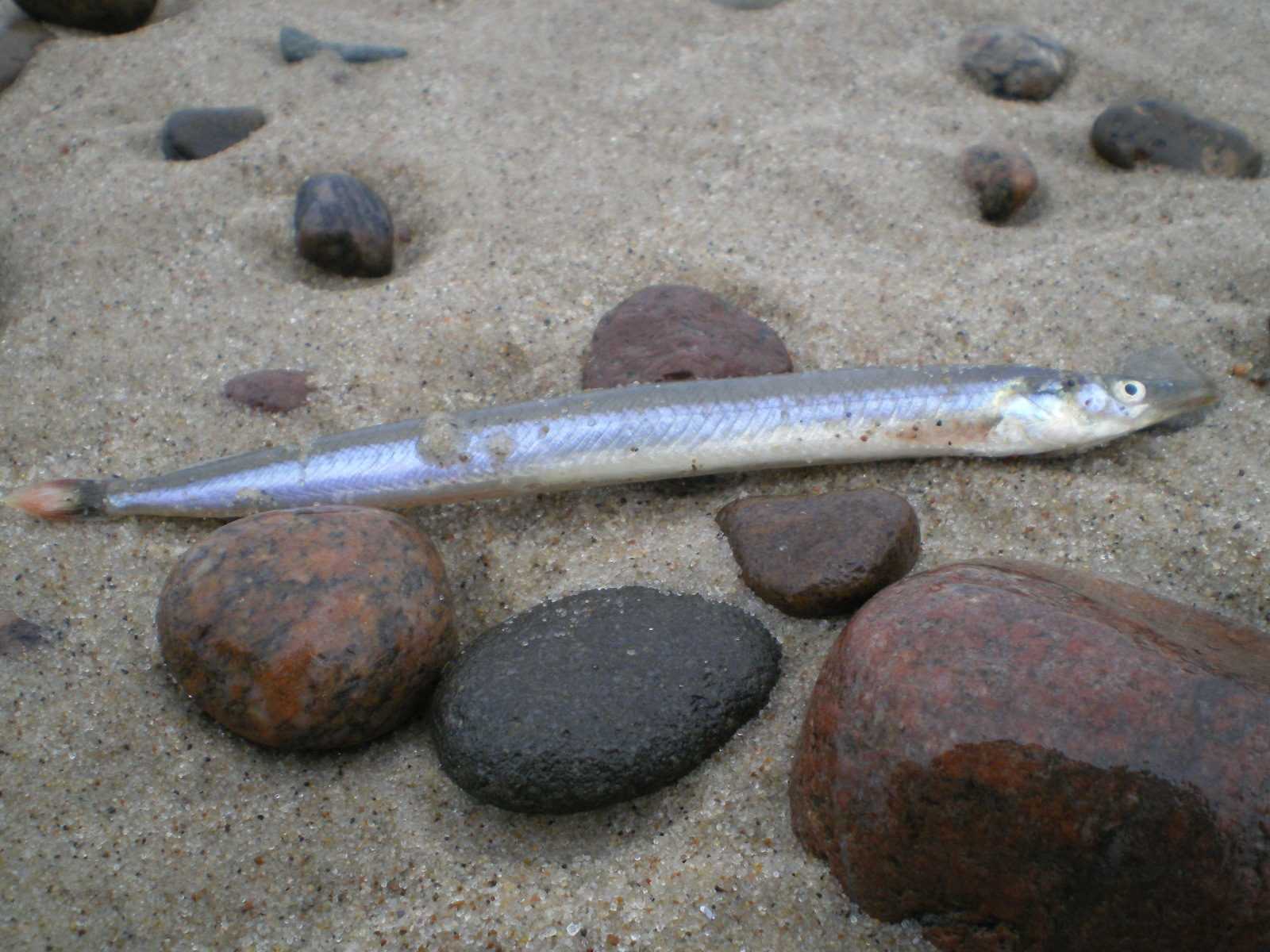
Trencavits (Ammodytes tobianus)

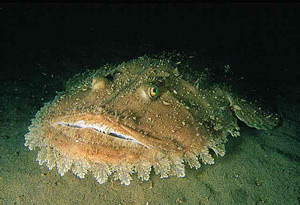
Rap vermell (Lophius budegassa)

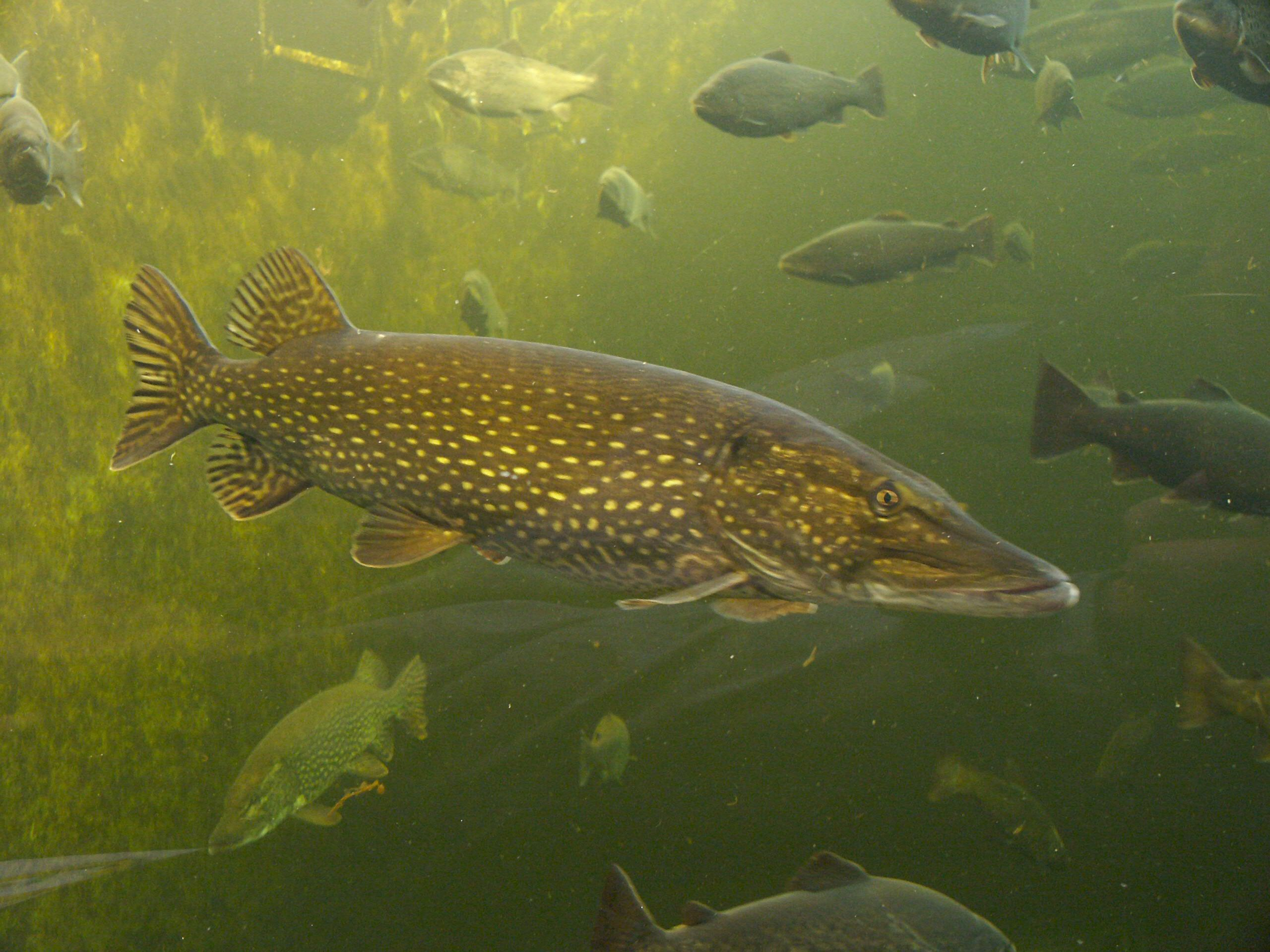
Lluç de riu (Esox lucius)

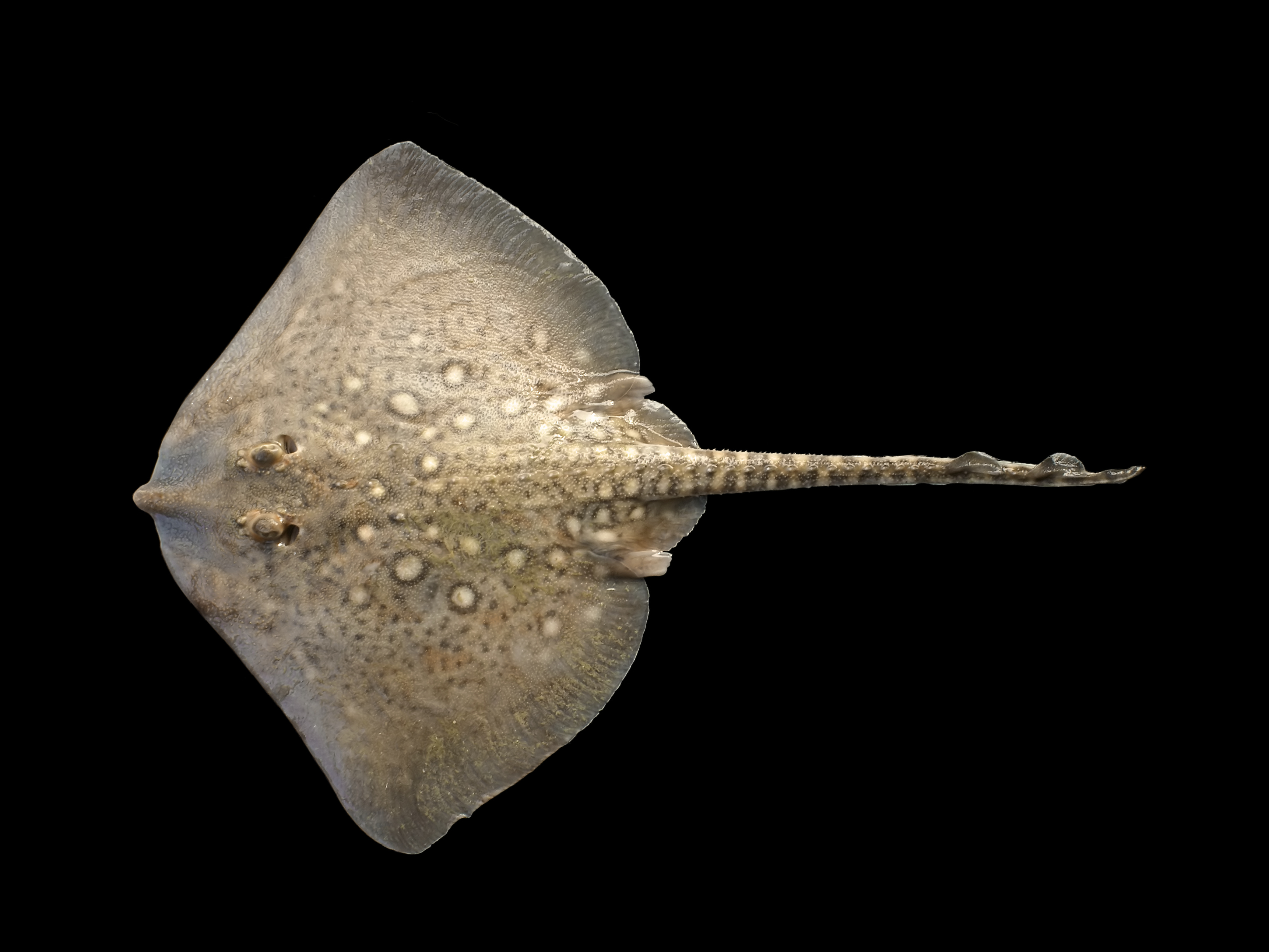
Clavellada (Raja clavata)

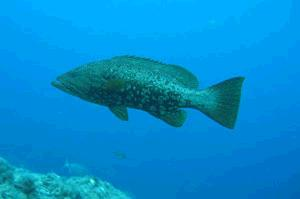
Anfós jueu (Mycteroperca rubra)

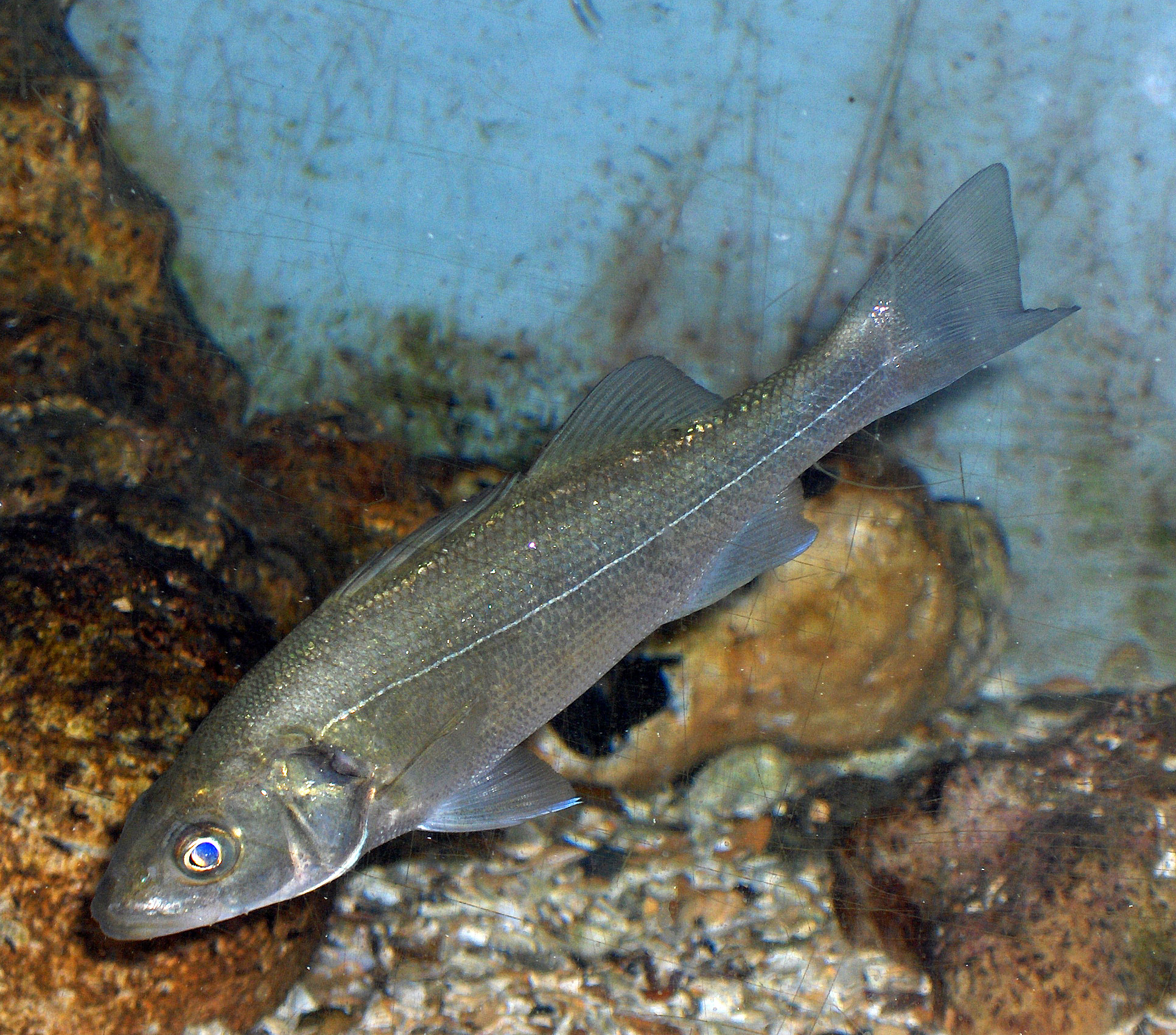
Llobarro (Dicentrarchus labrax)

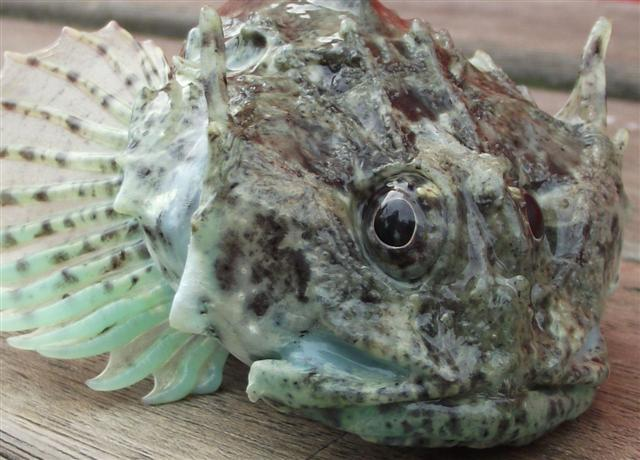
Escorpí de mar d'espines llargues (Taurulus bubalis)

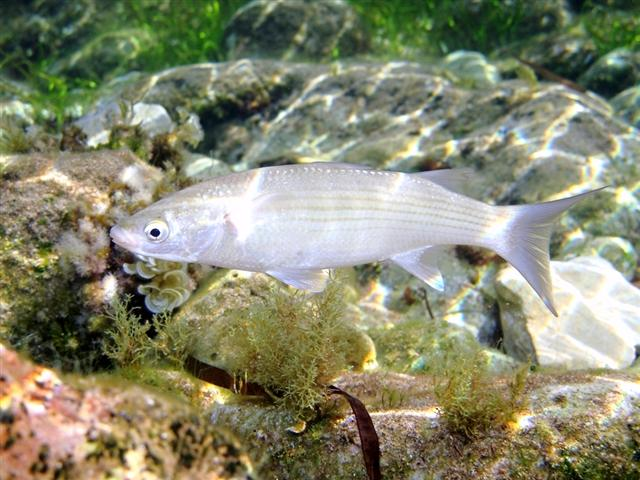
Llissa vera (Chelon labrosus)

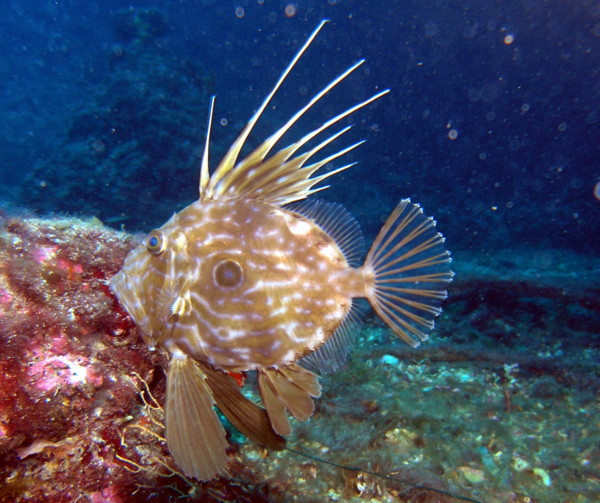
Gall de Sant Pere (Zeus faber)

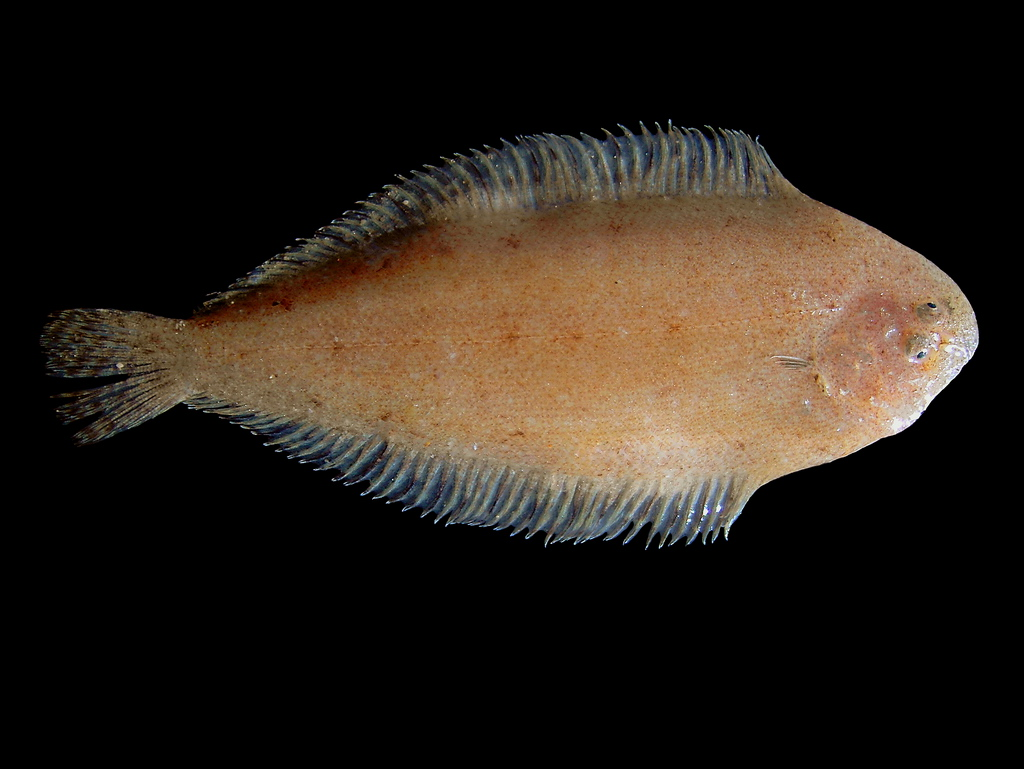
Palaí xic (Buglossidium luteum)

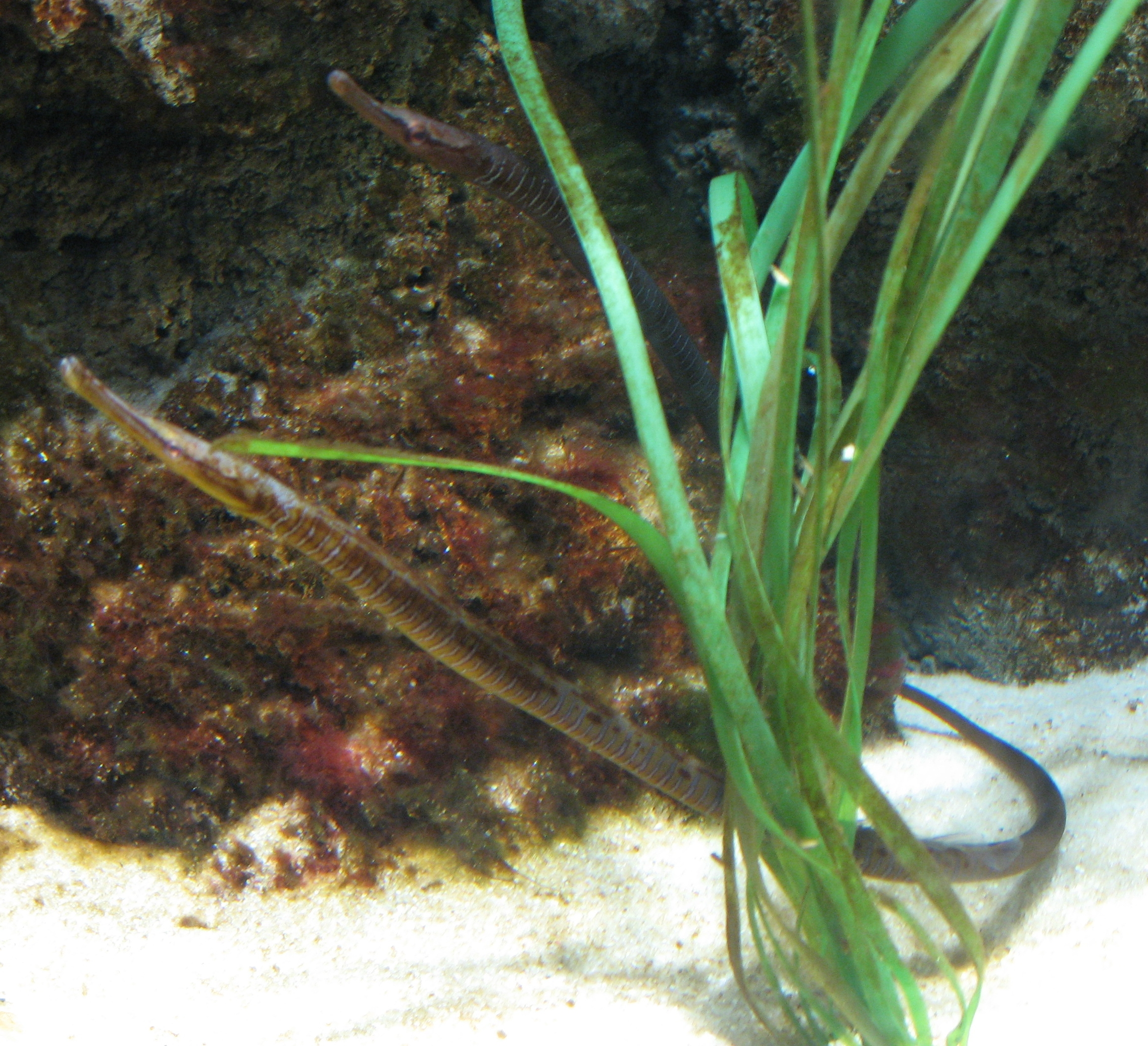
Entelurus aequoreus

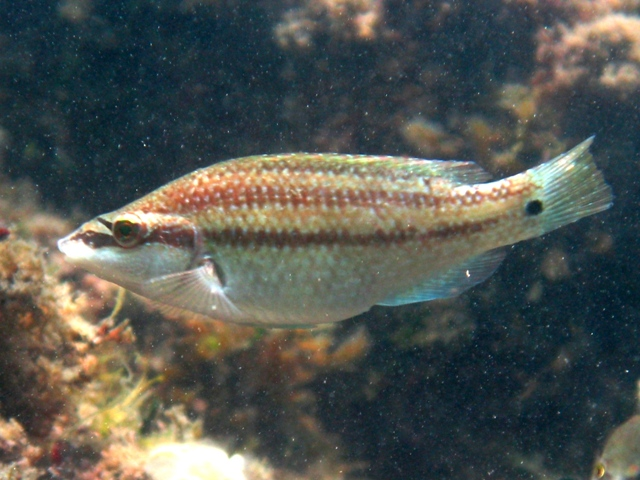
Llavió (Symphodus tinca)

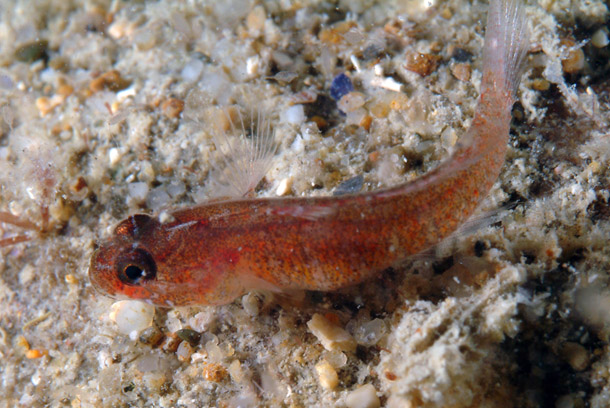
Odondebuenia balearica

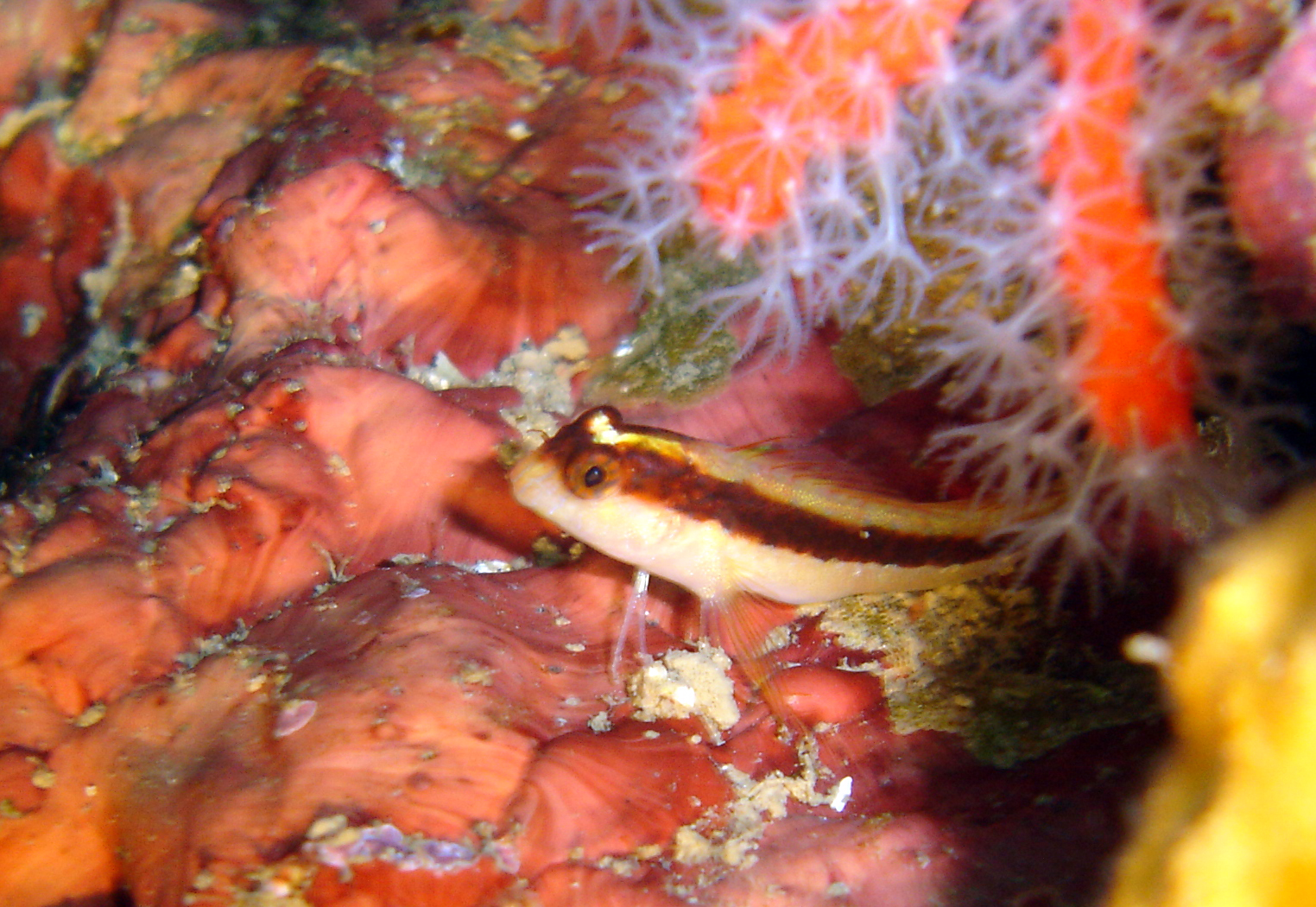
Bavosa de banda negra (Parablennius rouxi)

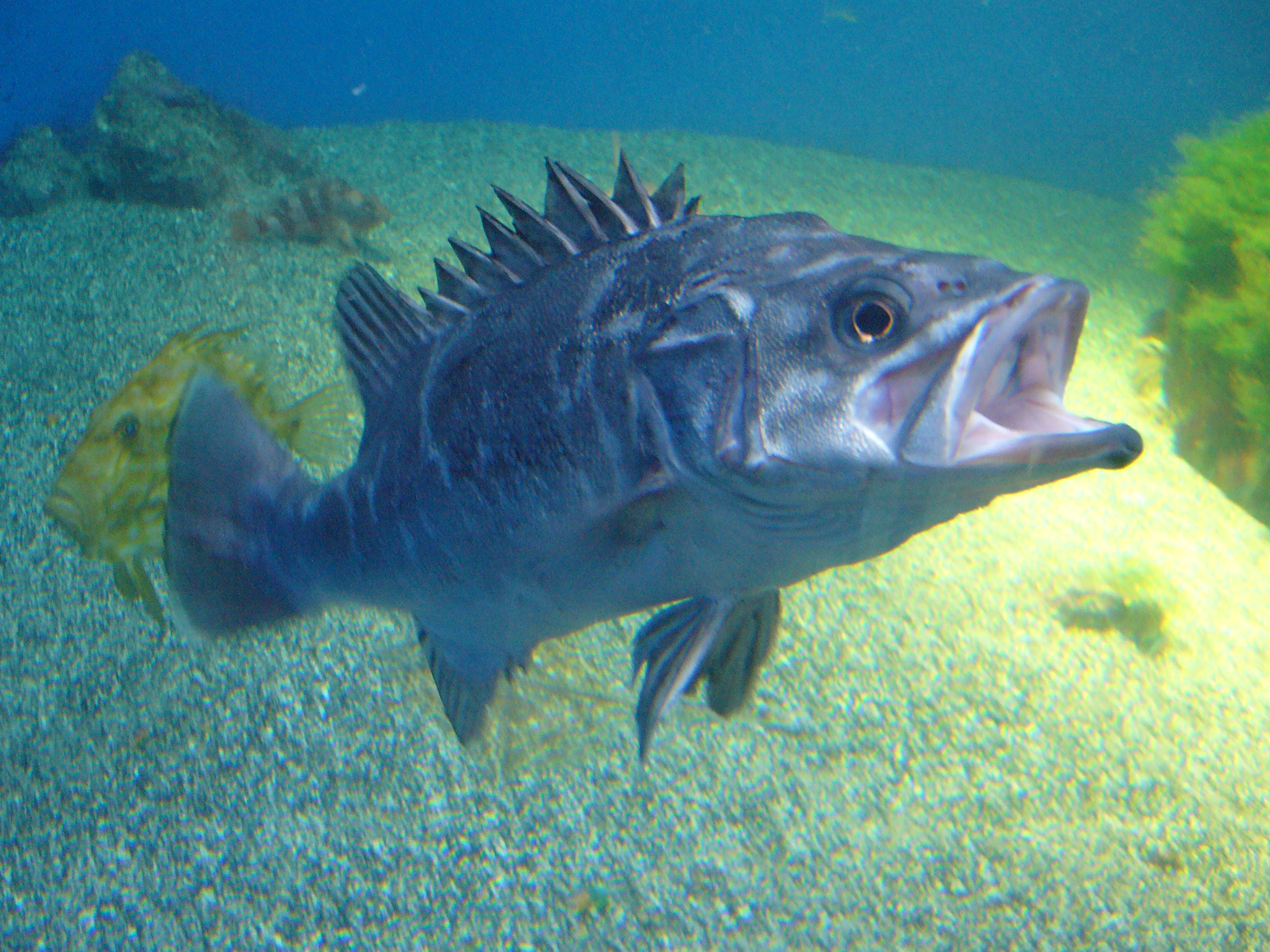
Dot (Polyprion americanus)

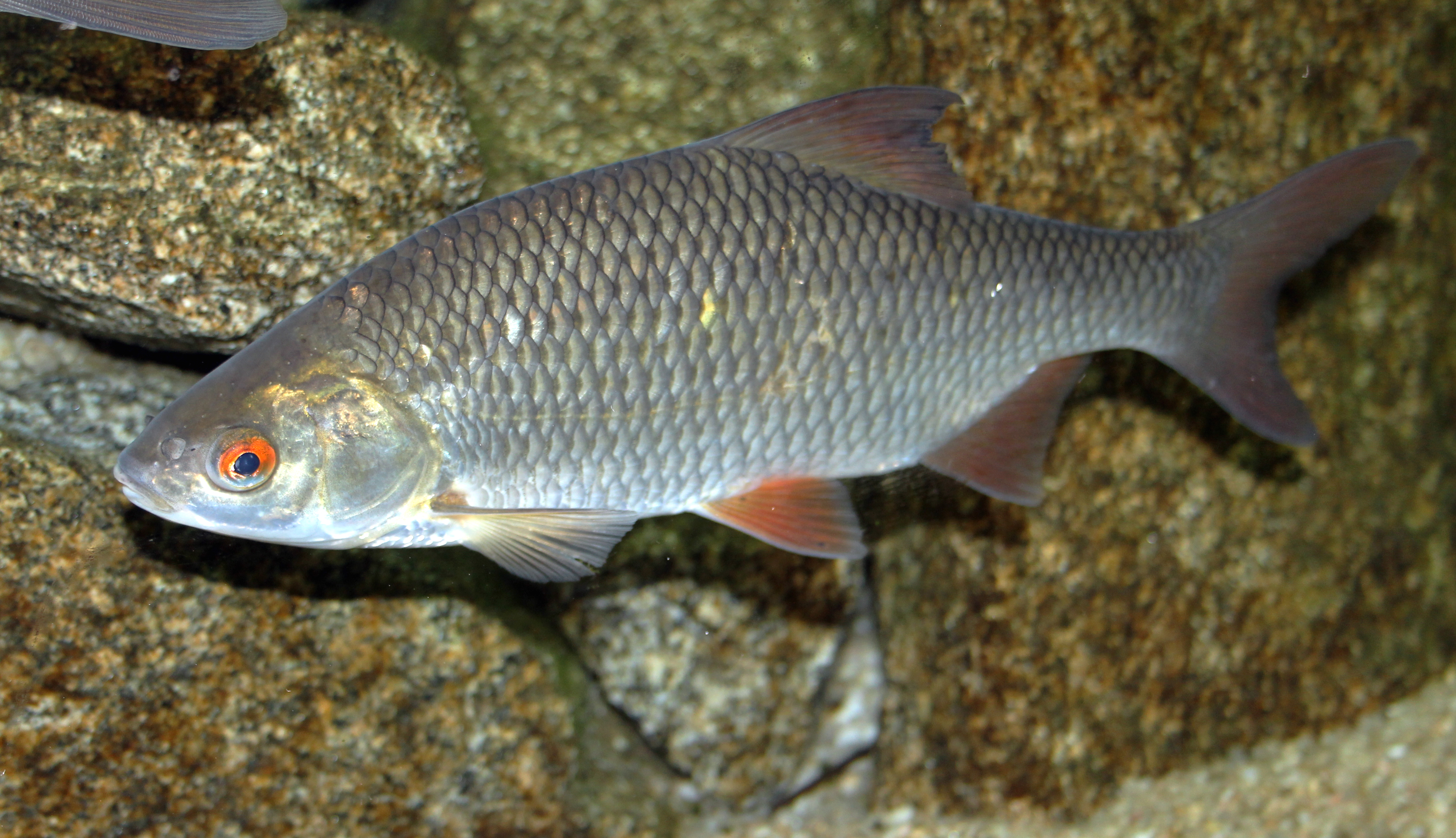
Madrilleta vera (Rutilus rutilus)

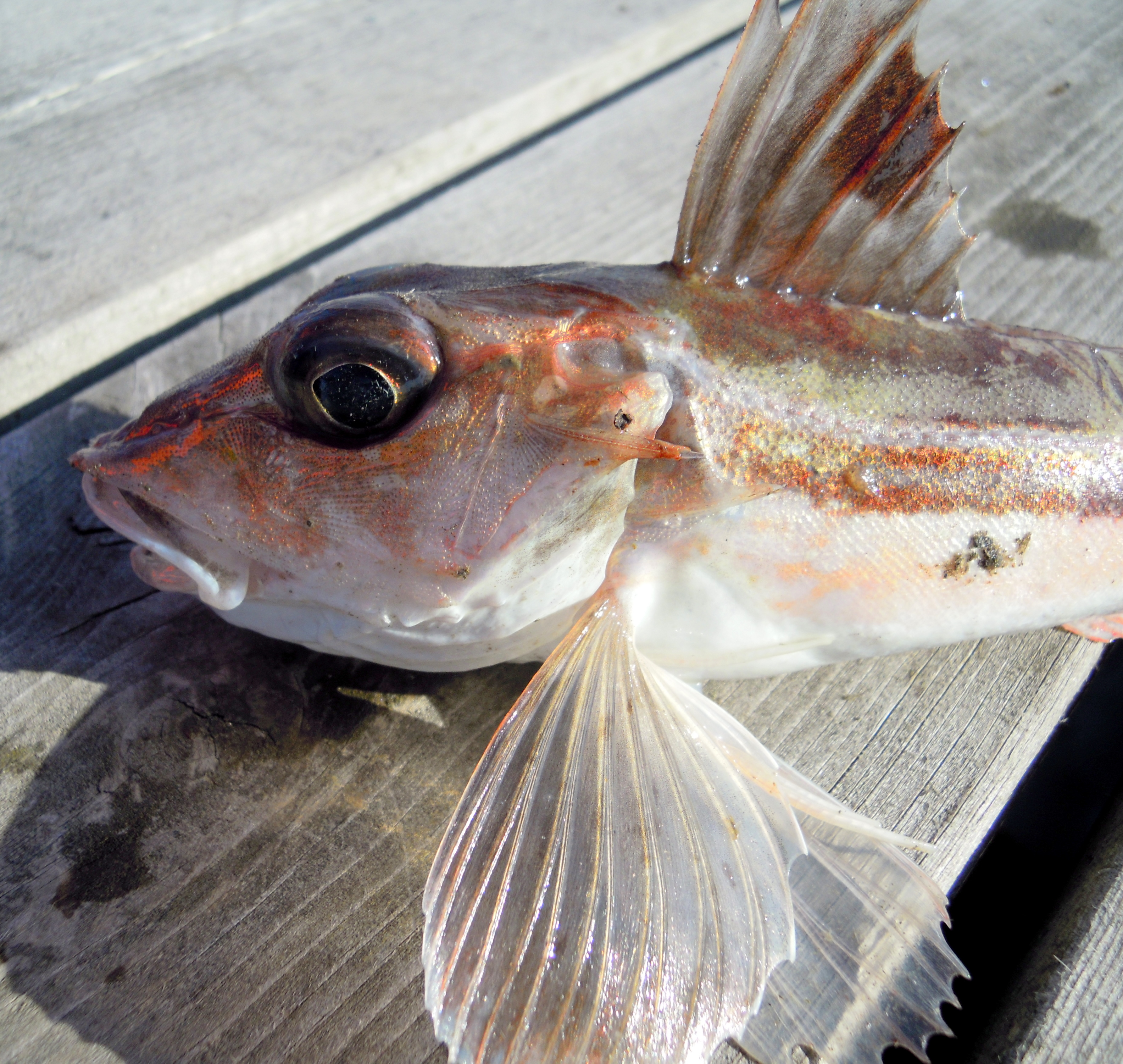
Lluerna verda (Eutrigla gurnardus)

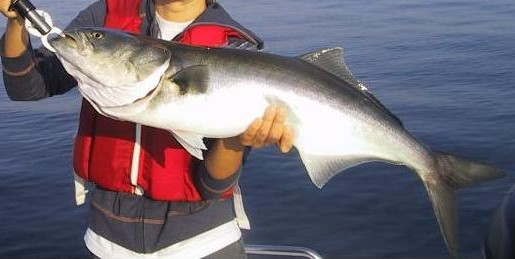
Tallahams (Pomatomus saltatrix)

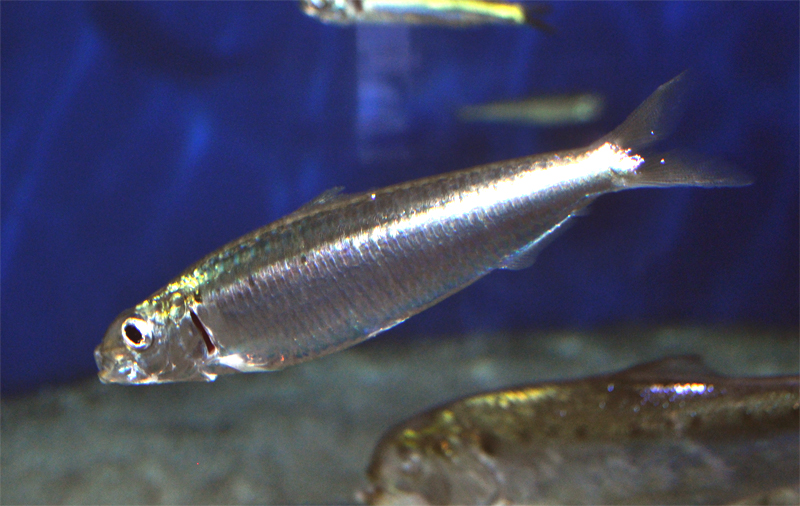
Sardina (Sardina pilchardus)

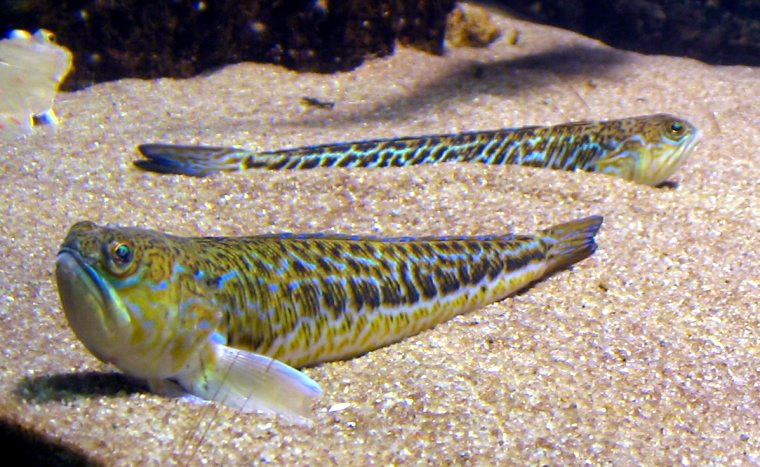
Aranya blanca (Trachinus draco)

Círvia (Seriola dumerili)

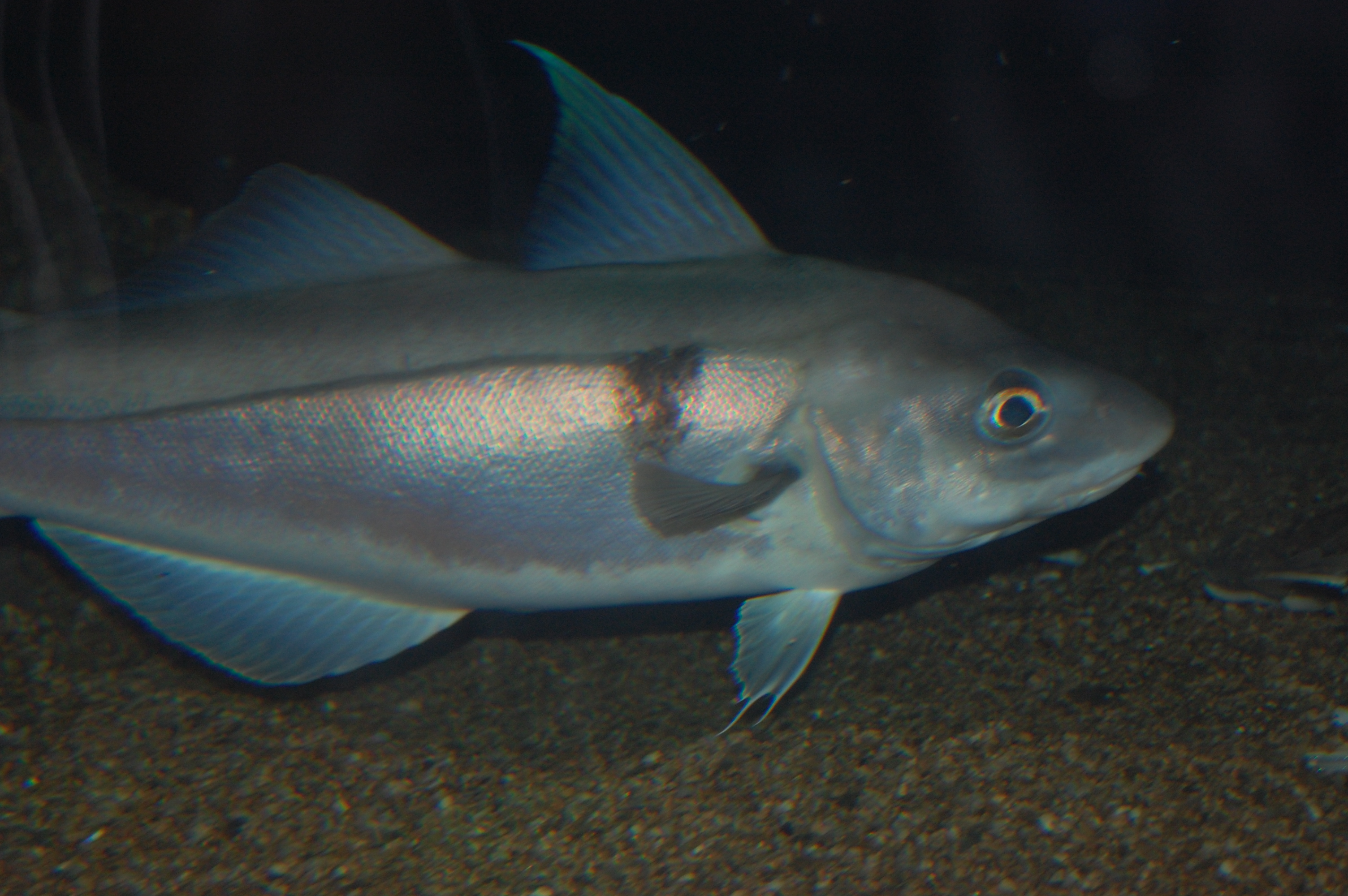
Eglefí (Melanogrammus aeglefinus)

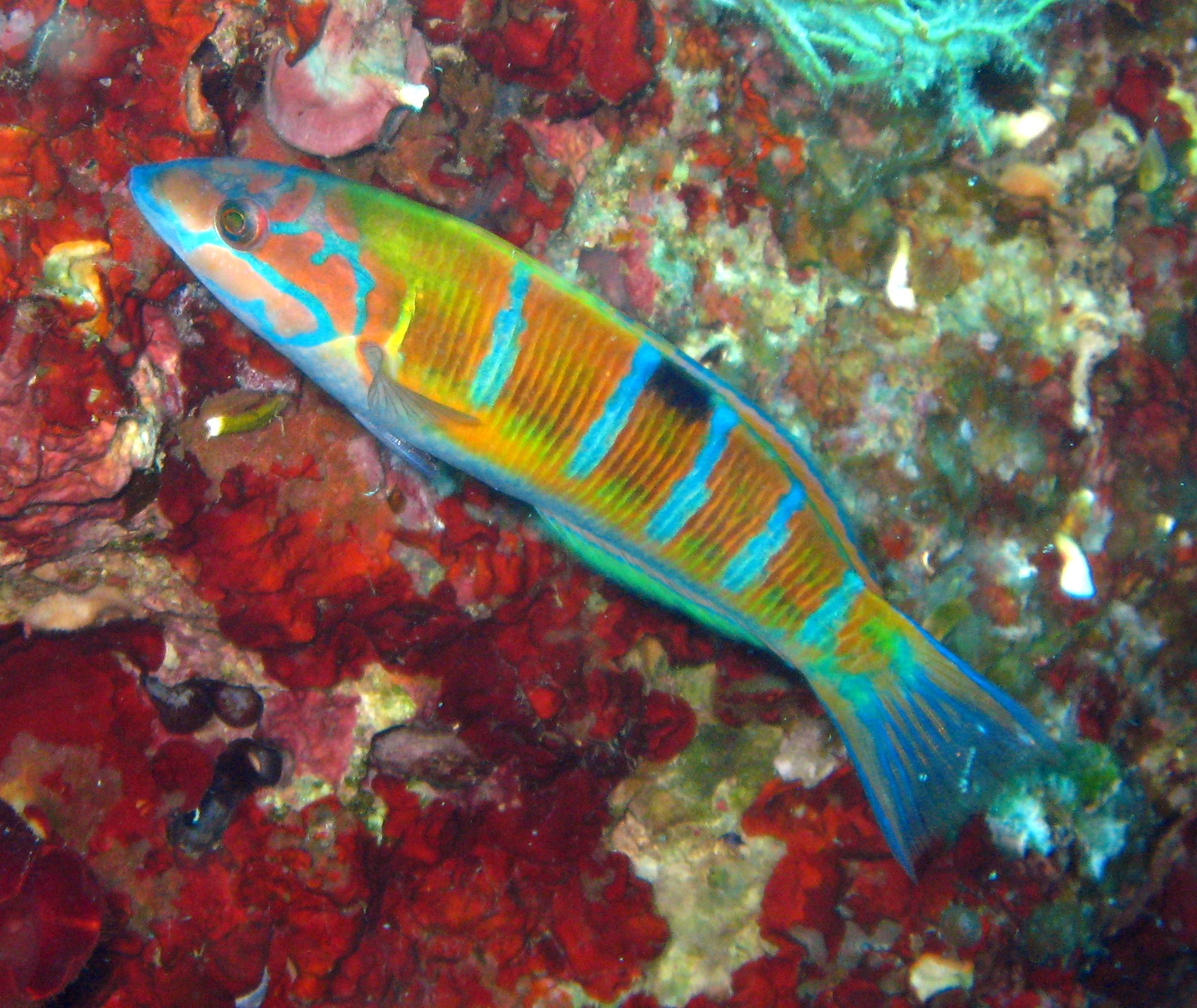
Fadrí (Thalassoma pavo)

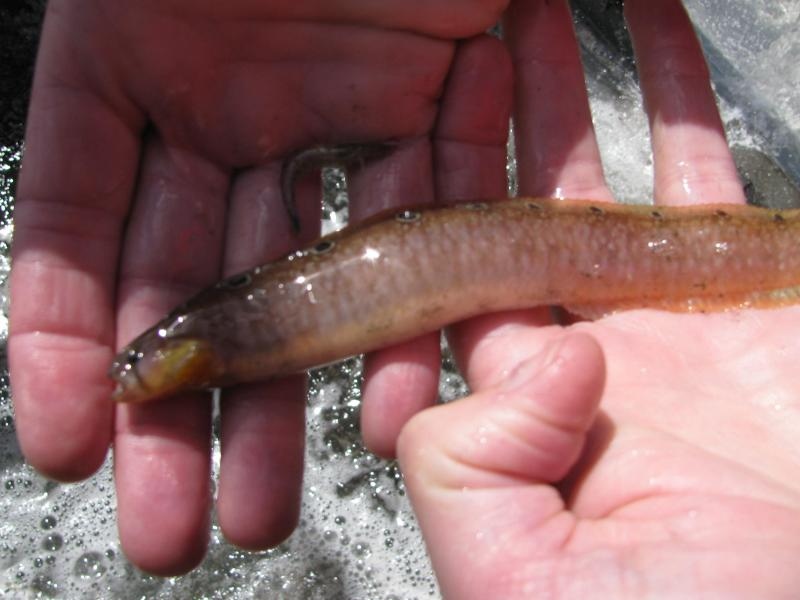
Pholis gunnellus

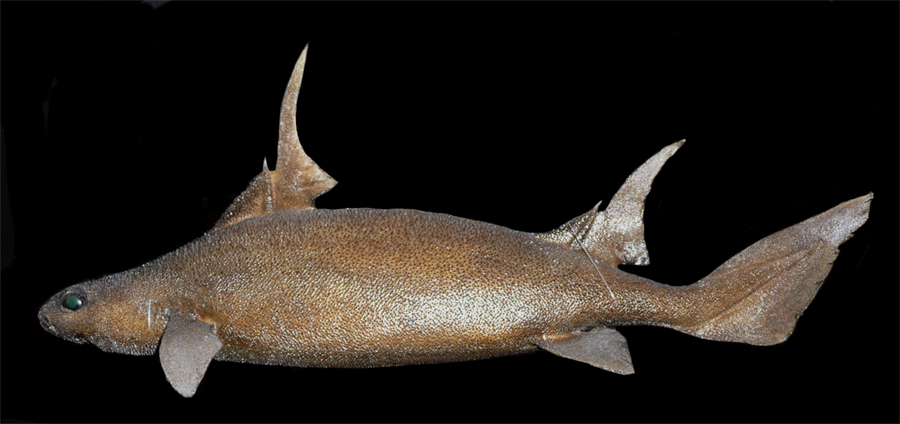
Oxynotus paradoxus

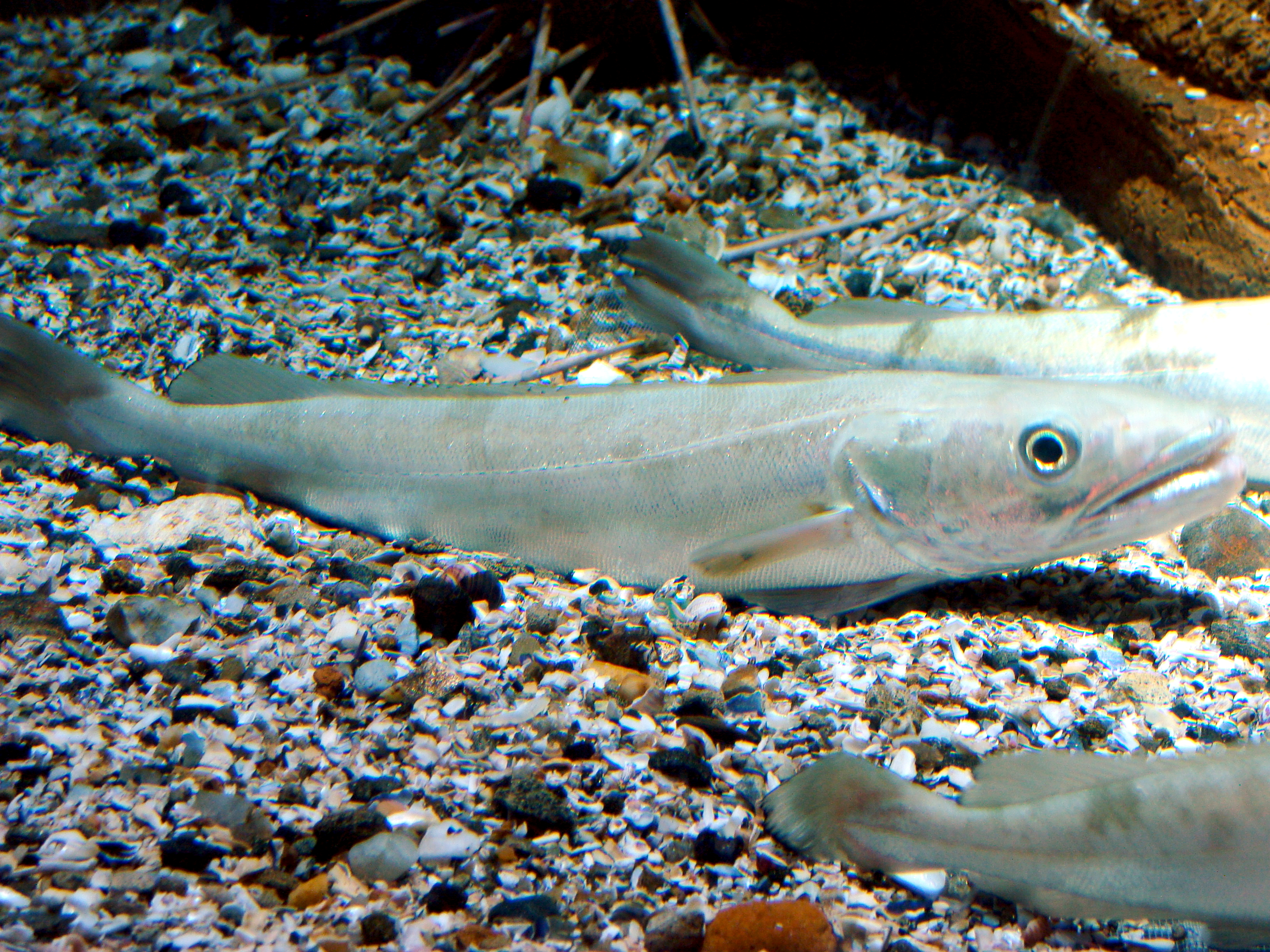
Lluç europeu (Merluccius merluccius)

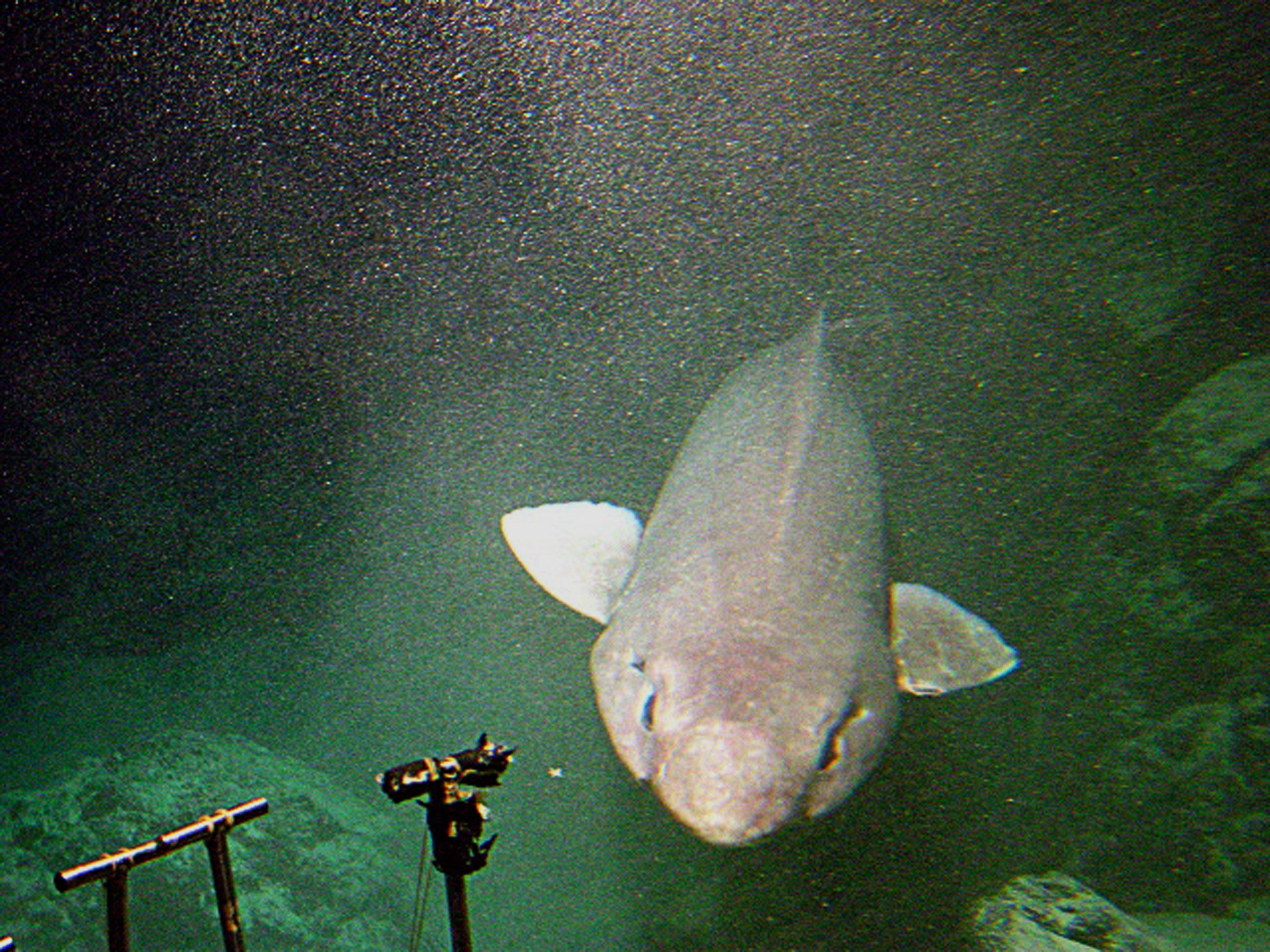
Pseudotriakis microdon

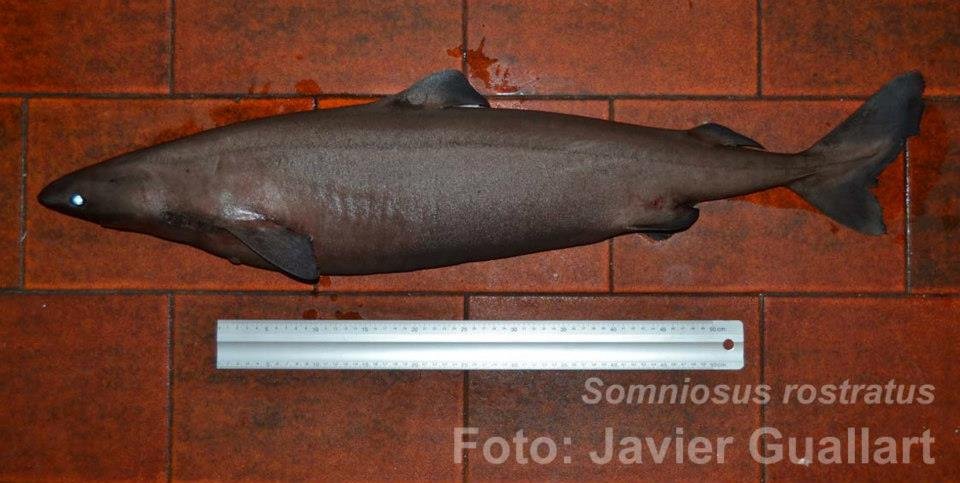
Gutxo boreal (Somniosus rostratus)

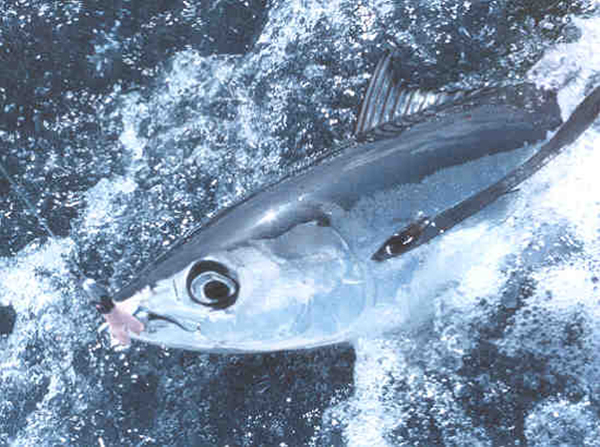
Tonyina blanca (Thunnus alalunga)

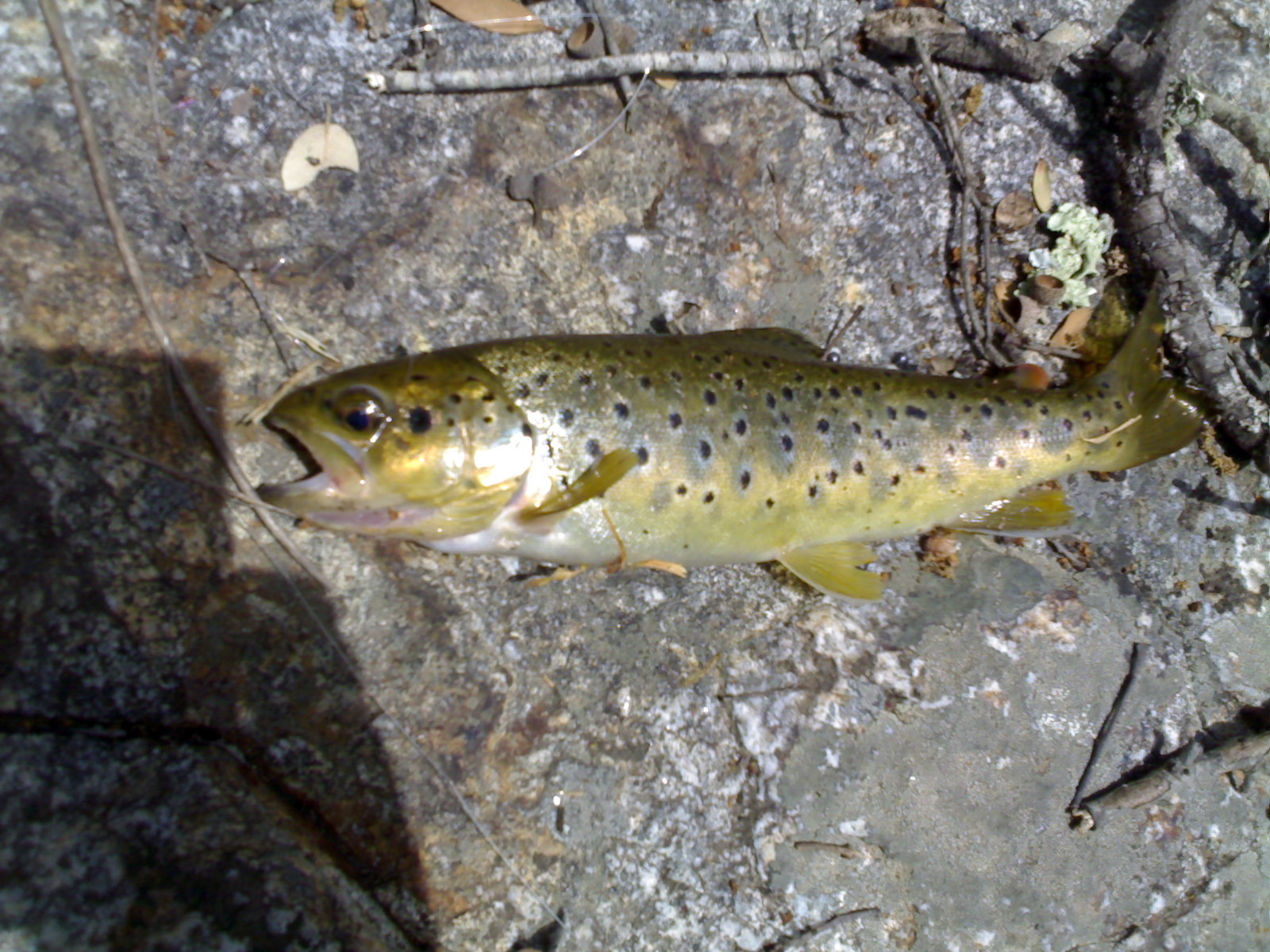
Salmo cettii

Aquesta llista de peixos de França inclou 629 espècies de peixos que es poden trobar actualment a França ordenades per l'ordre alfabètic de llur nom científic.

## A
- Abramis brama
- Acanthocybium solandri
- Acantholabrus palloni
- Acipenser baerii
- Acipenser sturio
- Agonus cataphractus
- Aidablennius sphynx
- Alburnoides bipunctatus
- Alburnus alburnus
- Alepocephalus rostratus
- Alopias superciliosus
- Alopias vulpinus
- Alosa alosa
- Alosa fallax
- Ambloplites rupestris
- Amblyraja radiata
- Ameiurus melas
- Ammodytes marinus
- Ammodytes tobianus
- Anarchias euryurus
- Anarhichas lupus
- Anguilla anguilla
- Anotopterus pharao
- Anthias anthias
- Antigonia capros
- Aphanius fasciatus
- Aphanopus carbo
- Aphia minuta
- Apletodon dentatus
- Apletodon incognitus
- Apogon imberbis
- Apristurus melanoasper
- Apterichtus anguiformis
- Apterichtus caecus
- Arctozenus risso
- Argentina sphyraena
- Argyropelecus hemigymnus
- Argyropelecus olfersii
- Argyrosomus regius
- Ariosoma balearicum
- Arnoglossus imperialis
- Arnoglossus kessleri
- Arnoglossus laterna
- Arnoglossus rueppelii
- Arnoglossus thori
- Atherina boyeri
- Atherina hepsetus
- Atherina presbyter
- Aulopus filamentosus
- Auxis rochei

## B
- Balistes capriscus
- Barbantus curvifrons
- Barbatula barbatula
- Barbatula quignardi
- Barbus barbus
- Barbus meridionalis
- Bathophilus nigerrimus
- Bathylagus euryops
- Bathypterois dubius
- Bathyraja pallida
- Bathyraja richardsoni
- Bathysaurus ferox
- Bathysolea profundicola
- Bathytroctes microlepis
- Belone belone
- Benthocometes robustus
- Benthosema glaciale
- Beryx decadactylus
- Blennius ocellaris
- Blicca bjoerkna
- Boops boops
- Borostomias abyssorum
- Borostomias antarcticus
- Bothus podas
- Brama brama
- Buenia affinis
- Buenia jeffreysii
- Buglossidium luteum

## C
- Callanthias ruber
- Callionymus lyra
- Callionymus maculatus
- Callionymus pusillus
- Callionymus reticulatus
- Callionymus risso
- Campogramma glaycos
- Capros aper
- Caranx crysos
- Caranx hippos
- Carapus acus
- Carassius auratus
- Carassius carassius
- Carassius gibelio
- Carcharhinus brachyurus
- Carcharhinus brevipinna
- Carcharhinus limbatus
- Carcharhinus plumbeus
- Carcharias taurus
- Carcharodon carcharias
- Cataetyx alleni
- Cataetyx laticeps
- Centracanthus cirrus
- Centrolabrus exoletus
- Centrophorus granulosus
- Centrophorus squamosus
- Centrophorus uyato
- Centroscyllium fabricii
- Centroscymnus coelolepis
- Centroscymnus crepidater
- Cepola macrophthalma
- Ceratoscopelus maderensis
- Cetorhinus maximus
- Chauliodus sloani
- Chaunax pictus
- Cheilopogon heterurus
- Chelidonichthys cuculus
- Chelidonichthys lucerna
- Chelidonichthys obscurus
- Chelon labrosus
- Chimaera monstrosa
- Chimaera opalescens
- Chlamydoselachus anguineus
- Chlorophthalmus agassizi
- Chondrostoma nasus
- Chromis chromis
- Chromogobius quadrivittatus[1]
- Chromogobius zebratus
- Ciliata mustela
- Ciliata septentrionalis
- Clinitrachus argentatus
- Clupea harengus
- Cobitis bilineata
- Cobitis taenia
- Coelorinchus caelorhincus
- Conger conger
- Coregonus albula
- Coregonus hiemalis
- Coregonus lavaretus
- Coris julis
- Coryphaena hippurus
- Coryphaenoides rupestris
- Coryphoblennius galerita
- Cottunculus microps
- Cottus aturi
- Cottus duranii
- Cottus gobio
- Cottus hispaniolensis
- Cottus perifretum
- Cottus petiti[2]
- Cottus rondeleti
- Cottus sabaudicus[3]
- Crystallogobius linearis
- Ctenolabrus rupestris
- Ctenopharyngodon idella
- Cubiceps gracilis
- Cyclopterus lumpus
- Cyclothone acclinidens
- Cyclothone braueri
- Cyclothone pallida
- Cyclothone pseudopallida
- Cyclothone pygmaea
- Cyprinus carpio
- Cyttopsis rosea

## D
- Dalatias licha
- Dalophis imberbis
- Dasyatis centroura
- Dasyatis pastinaca
- Dasyatis tortonesei
- Deania calcea
- Deltentosteus collonianus
- Dentex dentex
- Dentex macrophthalmus
- Dentex maroccanus
- Derichthys serpentinus
- Diaphus holti
- Diaphus metopoclampus
- Diaphus rafinesquii
- Dicentrarchus labrax
- Dicentrarchus punctatus
- Didogobius splechtnai
- Diplecogaster bimaculata
- Diplodus annularis
- Diplodus cervinus
- Diplodus puntazzo
- Diplodus sargus cadenati
- Diplodus sargus sargus
- Diplodus vulgaris
- Dipturus batis
- Dipturus oxyrinchus

## E
- Echelus myrus
- Echiichthys vipera
- Echinorhinus brucus
- Echiodon dentatus
- Echiodon drummondii
- Electrona risso
- Enchelyopus cimbrius
- Engraulis albidus
- Engraulis encrasicolus
- Entelurus aequoreus
- Epigonus telescopus
- Epinephelus caninus
- Epinephelus costae
- Epinephelus marginatus
- Eretmophorus kleinenbergi
- Esox lucius
- Etmopterus princeps
- Etmopterus spinax
- Eutelichthys leptochirus
- Euthynnus alletteratus
- Eutrigla gurnardus
- Evermannella balbo
- Exocoetus volitans

## F
- Fistularia commersonii

## G
- Gadella maraldi
- Gadiculus argenteus
- Gadiculus thori
- Gadus morhua
- Gaidropsarus biscayensis
- Gaidropsarus macrophthalmus
- Gaidropsarus mediterraneus
- Gaidropsarus vulgaris
- Galeorhinus galeus
- Galeus melastomus
- Gambusia affinis
- Gambusia holbrooki
- Gammogobius steinitzi[4]
- Gasterosteus aculeatus
- Gasterosteus gymnurus
- Ginglymostoma cirratum
- Glossanodon leioglossus
- Glyptocephalus cynoglossus
- Gnathophis mystax
- Gobio alverniae
- Gobio gobio
- Gobio lozanoi
- Gobio occitaniae
- Gobius ater
- Gobius auratus
- Gobius bucchichi
- Gobius cobitis
- Gobius cruentatus
- Gobius fallax
- Gobius geniporus
- Gobius niger
- Gobius paganellus
- Gobius vittatus
- Gobius xanthocephalus
- Gobiusculus flavescens
- Gouania willdenowi
- Grammonus ater
- Gymnammodytes semisquamatus
- Gymnocephalus cernua
- Gymnothorax unicolor
- Gymnura altavela

## H
- Halobatrachus didactylus
- Harriotta raleighana
- Helicolenus dactylopterus
- Heptranchias perlo
- Hexanchus griseus
- Hexanchus nakamurai
- Hippocampus guttulatus
- Hippocampus hippocampus
- Hippoglossoides platessoides
- Hippoglossus hippoglossus
- Hirundichthys rondeletii
- Holtbyrnia macrops
- Hoplostethus atlanticus
- Hoplostethus mediterraneus
- Hydrolagus affinis
- Hydrolagus mirabilis
- Hygophum benoiti
- Hygophum hygomii
- Hymenocephalus italicus
- Hyperoglyphe perciformis
- Hyperoplus lanceolatus
- Hypophthalmichthys molitrix

## I
- Istiophorus albicans
- Isurus oxyrinchus

## K
- Kajikia albida
- Katsuwonus pelamis
- Kumba dentoni

## L
- Labrus bergylta
- Labrus merula
- Labrus mixtus
- Lamna nasus
- Lampanyctus crocodilus
- Lampanyctus intricarius
- Lampanyctus macdonaldi
- Lampanyctus pusillus
- Lampetra fluviatilis
- Lampetra planeri
- Lampris guttatus
- Lappanella fasciata
- Lepadogaster candolii
- Lepadogaster lepadogaster
- Lepidion eques
- Lepidion lepidion
- Lepidocybium flavobrunneum
- Lepidopus caudatus
- Lepidorhombus boscii
- Lepidorhombus whiffiagonis
- Lepidotrigla cavillone
- Lepidotrigla dieuzeidei
- Lepomis gibbosus
- Leptoderma macrops
- Lestidiops pseudosphyraenoides
- Lestidiops sphyrenoides
- Lesueurigobius friesii
- Leucaspius delineatus
- Leuciscus aspius
- Leuciscus bearnensis
- Leuciscus burdigalensis
- Leuciscus leuciscus
- Leuciscus oxyrrhis
- Leucoraja circularis
- Leucoraja fullonica
- Leucoraja naevus
- Lichia amia
- Limanda limanda
- Liparis liparis
- Liparis montagui
- Lipophrys pholis
- Lipophrys trigloides
- Lithognathus mormyrus
- Liza aurata
- Liza ramada
- Liza saliens
- Lobianchia gemellarii
- Lobotes surinamensis
- Lophius budegassa
- Lophius piscatorius
- Lophotus lacepede
- Lota lota
- Lycenchelys alba

## M
- Macroramphosus scolopax
- Malacocephalus laevis
- Maulisia mauli
- Maurolicus muelleri
- Megalops atlanticus
- Melanogrammus aeglefinus
- Melanolagus bericoides
- Melodichthys hadrocephalus
- Merlangius merlangus
- Merluccius merluccius
- Micrenophrys lilljeborgii
- Microchirus ocellatus
- Microchirus variegatus
- Microlipophrys canevae
- Microlipophrys dalmatinus
- Microlipophrys nigriceps
- Micromesistius poutassou
- Micropterus salmoides
- Microstomus kitt
- Misgurnus fossilis
- Mitsukurina owstoni
- Mobula mobular
- Mola mola
- Molva dypterygia
- Molva macrophthalma
- Molva molva
- Monochirus hispidus
- Mora moro
- Mugil cephalus
- Mullus barbatus barbatus
- Mullus surmuletus
- Muraena helena
- Mustelus asterias
- Mustelus mustelus
- Mustelus punctulatus
- Mycteroperca rubra
- Myctophum punctatum
- Myliobatis aquila
- Myoxocephalus scorpius
- Myxine glutinosa

## N
- Nannobrachium atrum
- Nansenia oblita
- Naucrates ductor
- Nemichthys scolopaceus
- Nerophis lumbriciformis
- Nerophis maculatus
- Nerophis ophidion
- Nesiarchus nasutus
- Nessorhamphus ingolfianus
- Nettastoma melanurum
- Nezumia aequalis
- Nezumia sclerorhynchus
- Normichthys operosus
- Notolychnus valdiviae
- Notoscopelus bolini
- Notoscopelus elongatus
- Notoscopelus kroyeri

## O
- Oblada melanura
- Odondebuenia balearica
- Odontaspis ferox
- Oedalechilus labeo
- Oncorhynchus kisutch
- Oncorhynchus mykiss
- Ophichthus rufus
- Ophidion barbatum
- Ophidion rochei
- Ophisurus serpens
- Orcynopsis unicolor
- Osmerus eperlanus
- Oxynotus centrina
- Oxynotus paradoxus

## P
- Pachychilon pictum[5]
- Pagellus acarne
- Pagellus bogaraveo
- Pagellus erythrinus
- Pagrus pagrus
- Parablennius gattorugine
- Parablennius incognitus
- Parablennius pilicornis
- Parablennius rouxi
- Parablennius sanguinolentus
- Parablennius tentacularis
- Parablennius zvonimiri
- Parachondrostoma toxostoma
- Paralepis coregonoides
- Parophidion vassali
- Pegusa impar
- Pegusa lascaris
- Perca fluviatilis
- Peristedion cataphractum
- Petromyzon marinus
- Pholis gunnellus
- Photostylus pycnopterus
- Phoxinus bigerri
- Phoxinus phoxinus
- Phoxinus septimaniae
- Phrynorhombus norvegicus
- Phycis blennoides
- Phycis phycis
- Physiculus dalwigki
- Pimephales promelas
- Platichthys flesus
- Platytroctes apus
- Pleuronectes platessa
- Pollachius pollachius
- Pollachius virens
- Polyprion americanus
- Pomadasys incisus
- Pomatomus saltatrix
- Pomatoschistus bathi
- Pomatoschistus lozanoi
- Pomatoschistus marmoratus
- Pomatoschistus microps
- Pomatoschistus minutus
- Pomatoschistus pictus
- Pomatoschistus quagga
- Poromitra nigriceps
- Prionace glauca
- Promethichthys prometheus
- Protomyctophum arcticum
- Psenes pellucidus
- Pseudaphya ferreri
- Pseudocaranx dentex
- Pseudorasbora parva
- Pseudoscopelus pierbartus
- Pseudotriakis microdon
- Pteromylaeus bovinus
- Pteroplatytrygon violacea
- Pungitius laevis
- Pungitius pungitius

## R
- Raja asterias
- Raja brachyura
- Raja clavata
- Raja microocellata
- Raja miraletus
- Raja montagui
- Raja polystigma
- Raja radula
- Raja rondeleti
- Raja undulata
- Rajella fyllae
- Raniceps raninus
- Ranzania laevis
- Regalecus glesne
- Rhadinesthes decimus
- Rhinobatos cemiculus
- Rhinobatos rhinobatos
- Rhinochimaera atlantica
- Rhinoptera marginata
- Rhodeus amarus
- Rostroraja alba
- Rutilus rutilus
- Ruvettus pretiosus

## S
- Sagamichthys schnakenbecki
- Salaria fluviatilis
- Salaria pavo
- Salmo cettii
- Salmo rhodanensis
- Salmo salar
- Salmo trutta
- Salvelinus alpinus alpinus
- Salvelinus fontinalis
- Salvelinus umbla
- Sander lucioperca
- Sarda sarda
- Sardina pilchardus
- Sardinella aurita
- Sarpa salpa
- Scardinius erythrophthalmus
- Schedophilus medusophagus
- Sciaena umbra
- Scomber scombrus
- Scomberesox saurus
- Scophthalmus maximus
- Scophthalmus rhombus
- Scorpaena elongata
- Scorpaena maderensis
- Scorpaena notata
- Scorpaena porcus
- Scorpaena scrofa
- Scyliorhinus canicula
- Scyliorhinus stellaris
- Scymnodon ringens
- Searsia koefoedi
- Seriola carpenteri
- Seriola dumerili
- Seriola fasciata
- Serranus atricauda
- Serranus cabrilla
- Serranus hepatus
- Serranus scriba
- Silurus glanis
- Simenchelys parasitica
- Solea senegalensis
- Solea solea
- Somniosus microcephalus
- Somniosus rostratus
- Sparus aurata
- Spectrunculus grandis
- Sphyraena sphyraena
- Sphyraena viridensis
- Sphyrna lewini
- Sphyrna mokarran
- Sphyrna zygaena
- Spicara maena
- Spicara smaris
- Spinachia spinachia
- Spondyliosoma cantharus
- Sprattus sprattus
- Squaliolus laticaudus
- Squalius cephalus
- Squalius laietanus[6]
- Squalus acanthias
- Squalus blainville
- Squatina aculeata
- Squatina oculata
- Squatina squatina
- Stomias boa boa
- Stomias boa ferox
- Stromateus fiatola
- Symbolophorus veranyi
- Symphodus bailloni
- Symphodus cinereus
- Symphodus doderleini
- Symphodus mediterraneus
- Symphodus melanocercus
- Symphodus melops
- Symphodus ocellatus
- Symphodus roissali
- Symphodus rostratus
- Symphodus tinca
- Symphurus nigrescens
- Synaphobranchus kaupii
- Synapturichthys kleinii
- Synchiropus phaeton
- Syngnathus abaster
- Syngnathus acus
- Syngnathus phlegon
- Syngnathus rostellatus
- Syngnathus typhle
- Synodus saurus

## T
- Taurulus bubalis
- Telestes souffia
- Tetrapturus belone
- Thalassoma pavo
- Thorogobius ephippiatus
- Thorogobius macrolepis
- Thunnus alalunga
- Thunnus thynnus
- Thymallus thymallus
- Tinca tinca
- Torpedo marmorata
- Torpedo nobiliana
- Torpedo torpedo
- Trachinotus ovatus
- Trachinus araneus
- Trachinus draco
- Trachinus radiatus
- Trachipterus arcticus
- Trachipterus trachypterus
- Trachurus mediterraneus
- Trachurus picturatus
- Trachurus trachurus
- Trachyrincus scabrus
- Trachyscorpia cristulata echinata
- Trichiurus lepturus
- Trigla lyra
- Trigloporus lastoviza
- Trigonolampa miriceps
- Tripterygion delaisi
- Tripterygion melanurum
- Tripterygion tripteronotum
- Trisopterus capelanus
- Trisopterus esmarkii
- Trisopterus luscus
- Trisopterus minutus
- Tylosurus acus imperialis

## U
- Umbra pygmaea
- Umbrina canariensis
- Umbrina cirrosa
- Umbrina ronchus
- Uranoscopus scaber

## V
- Vimba vimba
- Vinciguerria attenuata

## X
- Xenodermichthys copei
- Xiphias gladius
- Xyrichtys novacula

## Z
- Zameus squamulosus
- Zebrus zebrus
- Zenopsis conchifer
- Zeugopterus punctatus
- Zeugopterus regius
- Zeus faber
- Zingel asper
- Zosterisessor ophiocephalus
- Zu cristatus[7]